# غراب مألوف
الغُراب المألوف (الاسم العلمي: Corvus corax)، والَّذِي يُعرِّفُ أيضًا باسم  الغُراب الأسحم أو الغُراب النّوحيّ أو  الغُرابُ الغَربِيُّ أو الغُرابُ الشَّمالِيُّ؛ هو طائِر كبِير من الجواثِمِ لوَّنهُ أسود بالكامل وهو الأكثر انتشارًا بين جميع الغرابيَّات حيثُ يُوجد في جمِيع أَنحاءِ نِصفِ الكُرة الأَرضِيَّةِ الشَّمالِيِّ. هُناك ما لا يَقِلُّ عن ثمانِيةِ نُويعات مِنهُ مع اختلافات طفيفة في المظهر، على الرغم من أن الأبحاث الحديثة قد أظهرت اختلافات جِينِيَّةُ كبيرة بين سكان المناطق المختلفة. يُعد الغُراب المألوف واحد من أكبر نوعين من الغرابيَّات إلى جانب الغُراب سميك المنقار (الاسم العلمي: Corvus crassirostris)، ورُبَّما يكون أثقل طائِر من الجواثم (الاسم العلمي: Passeriformes). يبلغ متوسط طوله عند النضج 63 سنتيمتر (25 بوصة) ومتوسط وزنه 1.2 كيلوغرام (2.6 رطل). ويمكن أن تعيش الغربان المألوفة أكثر من 23 عامًا في البرية، على الرغم من أن عمرها الافتراضي أقصر إلى حد كبير، يتجاوزه فقط عدد قليل من الأنواع الأسترالية مثل طَائِر التَعرِيشة السَاتَانيّ (الاسم العلمي: Ptilonorhynchus violaceus) ورُبَّما طائر القيثارة (الاسم العلمي: Menura). قد تسافر الطيور الصغيرة في سرب ولكنها تتزاوج لاحقًا مدى الحياة، حيث يدافع كل زوج عن منطقة ما.
تعايشت الغربان المألوفة مع البشر لآلاف السنين وفي بعض المناطق كانت كثيرة جدًا لدرجة أن الناس اعتبروها من الآفات. يرجع جزء من نجاحها كفصيلة إلى نظامها متنوع الغذاء: فهي بارعة للغاية وتنتهز الفرص لإيجاد مصادر للتغذية، حيث تتغذى على الجيف والحشرات والحبوب والتوت والفواكه والحيوانات الصغيرة والطيور المعشعشة ومخلفات الطعام.
قدمت بعض التجارب البارزة في حل المشكلات أدلّة على أن الغُراب المألوف ذكي بشكل غير عادي. فقد كان على مر القرون موضوع الأساطير والفولكلور والفن والأدب. اتُخِذَ الغُراب المألوف رمزًا روحيًا أو اعتُبِرَ مخلوقًا مُتألِّه في العديد من الثقافات، ومنها الثقافات الأصلية في الدول الاسكندنافية وأيرلندا القديمة وويلز وبوتان والساحل الشمالي الغربي لأمريكا الشمالية وسيبيريا وشمال شرق آسيا.

## التَّسمِّية
سمي غرابًا لسواده. يُجمع (غربان، وأغربة وأغرُب وغُرب وغرابين). كنيته أبو حاتم وأبو جحادف وأبو الجراح وأبو حذر وأبو زيدان وأبو زاجر وأبو الشؤم وأبو غياث وأبو القعقاع وأبو المرقال ويقال له ابن الأبرص وابن بربح وابن داية. جنس طير من فصيلة الغرابيَّات ورتبة الجواثِمِ. أنواعه 10 منتشرة في جميع أقطار العالم. أشهرها الغراب الأسحم والأبقع والأعصم والأكحل والأورق والزاغ والغداف. معظمها من القواطع وبعضها  من الأوابد.

## التَّصنِيف
كان الغُراب المألوف أحدُّ الأنواع العدِيدةِ الَّتِي وصفَّها أصلًا كارولوس لينيوس في طبعته العاشرة من كتابه «نظام الطبيعة» عام 1758م، ولا يزال يحمل اسمه الأصلي، أي الغُراب المألوف «Corvus corax». وهو نوع من جنس الغرابيات «Corvus» المشتق من الكلمة اللاتينية التي تعني «الغُراب». الصفة المحددة، أي المألوف «corax» هي المرادف اللاتيني للكلمة اليونانية «κόραξ» التي تعني «الغُراب» أو «الزاغ».
لدى الكلمة الإنجليزية الحديثة «Raven» مرادفات في جميع اللغات الجرمانية الأخرى، ومنها «hrafn» في اللغة النرويجية القديمة (وبالتالي الآيسلندية الحديثة) و«hraban» في اللغة الألمانية العليا القديمة، وكلها تنحدر من اللغة الألمانية المبكرة «khrabanas». تم استخدام كلمة اسكتلندية قديمة «corby» أو «corbie»، وهي تشبه كلمة «corbeau» الفرنسية، لِطائر غراب الجيف (الاسم العلمي: Corvus corone).
الأسماء الجمعية القديمة لمجموعة من الغربان (أو على الأقل الغُراب المألوف) تشمل «القسوة» و«المؤامرة». أما من الناحية العملية، فيستخدم معظم المتحدثين باللغة الإنجليزية كلمة «سرب» الأكثر عُمومية.

### التَّوصِيف
أقرب الطيور للغُراب المألوف هم الغُراب بُني العُنق (الاسم العلمي: Corvus ruficollis) والزاغ الأبقع (الاسم العلمي: Corvus albus) في أفريقيا وغُراب تشيهواهوان (الاسم العلمي: Corvus cryptoleucus) في جنوب غرب أمريكا الشمالية. في حين أن بعض السلطات اعترفت بما يصل إلى 11 نوعًا فرعيًا لهذا الغُراب، إلا أن البعض الآخر يعترف بثمانية أنواع فقط وهي كالتالي:
| التَّصْنِيفُ النُويعي                                               | الصُّورة | التَّوزِيع                                                                                           | مُلاحِظات |
| ------------------------------------------------------------- | ------ | ------------------------------------------------------------------------------------------------- | --- |
| الغُراب المألوف، غرب شمال أوراسيا. (C .c. corax)               |        | من أوروبا شرقًا إلى بحيرة بايكال، جنوبًا إلى منطقة القوقاز وشمال إيران.                             | يمتلك منقارًا مقوسًا وقصيرًا نسبيًا، ويُلاحظ أن تلك الغربان التي تعيش في جنوب غرب أوروبا (منها جزر البليار وكورسيكا وسردينيا) لديها منقار أكثر تقوسًا وأجنحة أقصر من النوع الشائع «النموذجي»، مما دفع بعض السلطات إلى الاعتراف بها كنوع فرعي منفصل، أي الغراب الهسباني (النُويعة الهسبانيَّة). |
| النُويعة المتبدّلة، الغُراب الآيسلندي. (C. c. varius)            |        | آيسلندا وجزر فارو                                                                                 | يكون أقل لمعانًا من النُويعة الأساسّية أو النوع الشائع (المألوف)، وهو متوسط الحجم وقواعد ريش رقبته بيضاء (تكون غير مرئية من مسافة بعيدة). هُناك شكل أبيض وأسود منقرض منه وكان يوجد فقط في جزر فارو وعرف باسم الغٌراب الأبقع (الشكل المبيضّ من النُويعة المُتبدِّلة) الاسم العلمي للون الأسود منه هو (الشكل النمطي من النُويعة المُتبدِّلة). |
| النُويعة الغُرابيَّة الدونيَّة، غُراب جنوب أوراسيا. (C. c. subcorax) |        | من اليونان باتجاه الشرق إلى شمال غرب الهند وآسيا الوسطى وغرب الصين، ولكن ليس في منطقة الهيمالايا. | يكون أكبر من الشكل التقليدي، ولكن له ريش حلق قصير نسبيًا (شعيرات). ريشها أسود بشكل عام، على الرغم من أن لون رقبتها وصدرها بني مشابه لتلك الموجودة لدى الغُراب بُني العُنق؛ يتضح هذا أكثر عند اهتراء الريش. غالبًا ما تكون قواعد ريش رقبتها بيضاء تقريبًا، على الرغم من تباين لونها إلى حد ما. يستخدم اسم النويعة اللورانسيّة (يكتب أيضًا «lawrencii» أو «laurencii») أحيانًا بدلاً من النُويعة الغرابيّة الدونيّة، اعتمادًا على المجموعات في السند والتي وصفها هيوم في عام 1873م، ويفضل استخدام هذا الاسم في بعض الأحيان، لأن نوع عينة النُويعة الغرابيّة الدونيّة التي جمعها نيكولاي سيفرتزوف ربما تكون غرابًا بني العنق. تعرف الأعداد المقتصرة على منطقة السند في باكستان والمناطق المجاورة في شمال غرب الهند أحيانًا باسم غُراب البنجاب. |
| النويعة الطنجيَّة، غراب شمال أفريقيا. (C. c. tingitanus)        |        | شمال أفريقيا وجزر الكناري.                                                                        | أصغر الأنواع الفرعية، له ريش أقصر على الحلق ولمعان زيتي واضح للريش. منقاره قصير ولكنه قوي بشكل ملحوظ، ومقوس بقوة. يعتبر غُراب جزر الكناري أكثر بنيّةً من غُراب شمال أفريقيا، مما دفع بعض السلطات إلى معاملتها على أنها سلالات منفصلة مع الحفاظ على اسم الأخير وهو النُويعة الطنجيَّة والأول المعروف باسم النُويعة الكناريّة. |
| النُويعة التبتيّة، غُراب التبت. (C. c. tibetanus)                |        | جبال الهيمالايا.                                                                                  | أكبر الأنواع الفرعية وأكثرها لمعانًا، ولديه أطول ريش حلق. منقاره كبير ولكنه أقل بروزًا من منقار النُويعة الأساسيّة وقواعد ريش رقبته رمادية. |
| النُويعة الكامشاتكيَّة. غُراب كامتشاتكا. (C. c. kamtschaticus)    |        | شمال شرق آسيا.                                                                                    | يتداخل في السلالات الشائعة في منطقة بحيرة بايكال. يكون متوسط الحجم بين النُويعة الأساسيّة والغُراب المألوف ويمتلك منقارًا أكبر وأسمك بشكل واضح من السلالة الشائعة. |
| النُويعة الأساسيّة، الغُراب الشمالي. (C. c. principalis)         |        | شمال أمريكا الشمالية وجرينلاند.                                                                   | لديه جسم كبير ومنقاره هو الأكبر، وريشه شديد اللمعان وريش حلقه متطور بشكل جيد. |
| النُويعة المجيَّبَة، الغراب الغربي. (C. c. sinuatus)              |        | جنوب وسط أمريكا الشمالية وأمريكا الوسطى.                                                          | أصغر، مع منقار أصغر وأضيق من النُويعة الأساسيّة. أعداده في أقصى جنوب غرب الولايات المتحدة وشمال غرب المكسيك (ومنها جزر ريفياخيخيدو) هي الأقل في أمريكا الشمالية. يتم تضمينه في بعض الأحيان تحت اسم النُويعة المجيَّبَة بينما تعرفه السلطات الأخرى على أنه نوع فرعي مختلف، وهو الغُراب الجنوبي الغربي، النُويعة الكلاريونيّة. |

### التَّاريخُ التَّطوُّرِي

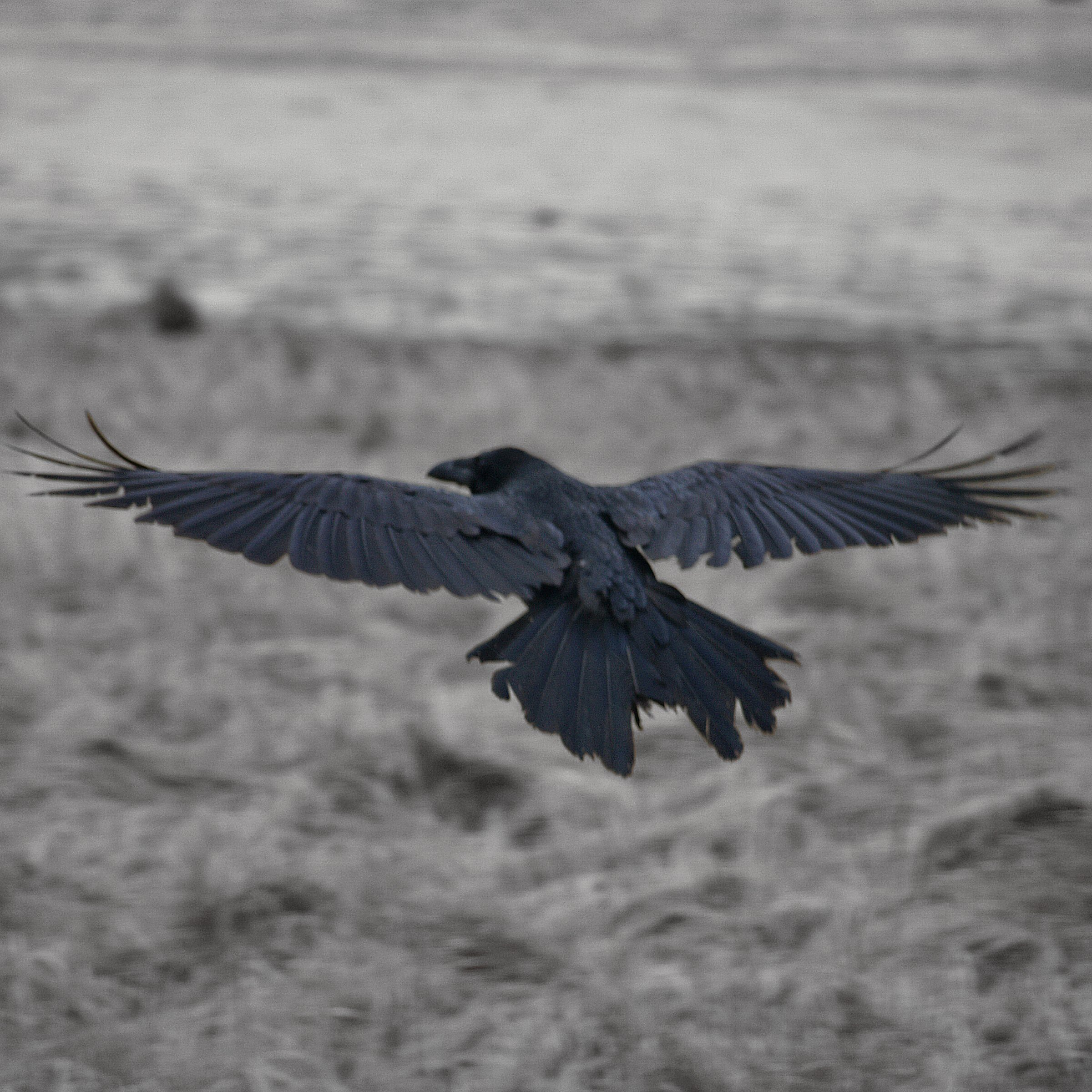
الغراب المألوف في أيسلند.

تطور الغُراب المألوف في العالم القديم وعَبَرَ جسر بيرنغ البري إلى أمريكا الشمالية. حددت الدراسات الجينية الحديثة، التي فحصت الحمض النووي للغُربان المألوفة من جميع أنحاء العالم، أن الطيور تقع في أصنوفتين على الأقل: أصنوفة كاليفورنيا الموجودة فقط في جنوب غرب الولايات المتحدة، وأصنوفة المنطقة المتجمدة الشمالية الموجودة في بقية أنحاء نصف الكرة الشمالي. تبدو الطيور من كلا الأصنوفتين متشابهة، ولكن المجموعات مختلفة وراثيًا وبدأت في التشعب منذ حوالي مليوني عام.

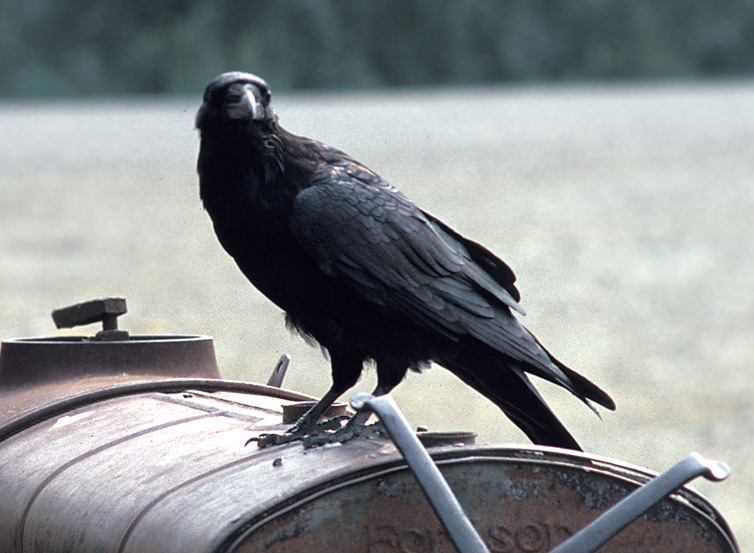
غراب مألوف.

تشير النتائج أنه بناءً على الحمض النووي للميتوكوندريا، فإن الغربان المألوفة من بقية الولايات المتحدة ترتبط ارتباطًا وثيقًا بتلك الموجودة في أوروبا وآسيا أكثر من تلك الموجودة في أصنوفة كاليفورنيا، وأن الغربان المألوفة في أصنوفة كاليفورنيا تكون أكثر ارتباطًا بغُراب تشيهواهوان أكثر من تلك الموجودة في أصنوفة المنطقة المتجمدة الشمالية. ترتبط الغربان في أصنوفة المنطقة المتجمدة الشمالية ارتباطًا وثيقًا بالزاغ الأبقع أكثر من ارتباطها بأصنوفة كاليفورنيا، وبالتالي، فإن أنواع الغُراب المألوف كما جرى تعيينها تقليديًا تعتبر من النوع الشبه عرقي.
أحد التفسيرات لهذه النتائج الجينية هو أن الغربان المألوفة استقرت في كاليفورنيا قبل مليوني عام على الأقل وانفصلت عن أقاربها في أوروبا وآسيا خلال العصر الجليدي. قبل مليون عام، تطورت مجموعة من أصنُوفَة كاليفورنيا إلى نوع جديد، غُراب تشيهواهوان. ووصل أعضاء آخرون من أصنُوفَة المنطقة المتجمدة الشمالية لاحقًا في هجرة منفصلة من آسيا، ورُبَّما في نفس الوقت مع البشر.
اقترحت دراسة أجريت عام 2011، أنه لا توجد قيود على تدفق الجينات بين مجموعات الغربان المألوفة في كاليفورنيا والمنطقة المتجمدة الشمالية، وأن السلالات يمكن أن تندمج، مما يعكس بِشكل فعالٍ إمكانية حدوث نوع جديد.
أظهرت دراسة حديثة للحمض النووي لميتوكوندريا الغُراب أن الأعداد المعزولة من جزر الكناري تختلف عن الأعداد الآخرى. لم تتضمن الدراسة أي أفراد من الغربان التي تعيش شمال أفريقيا، وبالتالي فإن موقفها غير واضح، على الرغم من أن مورفولوجيتها قريبة جدًا من تلك الموجودة في جزر الكناري (لدرجة أن الاثنين غالبًا ما يُعتبران جزءًا من تصنيف نُويعي واحد).

## الوصف

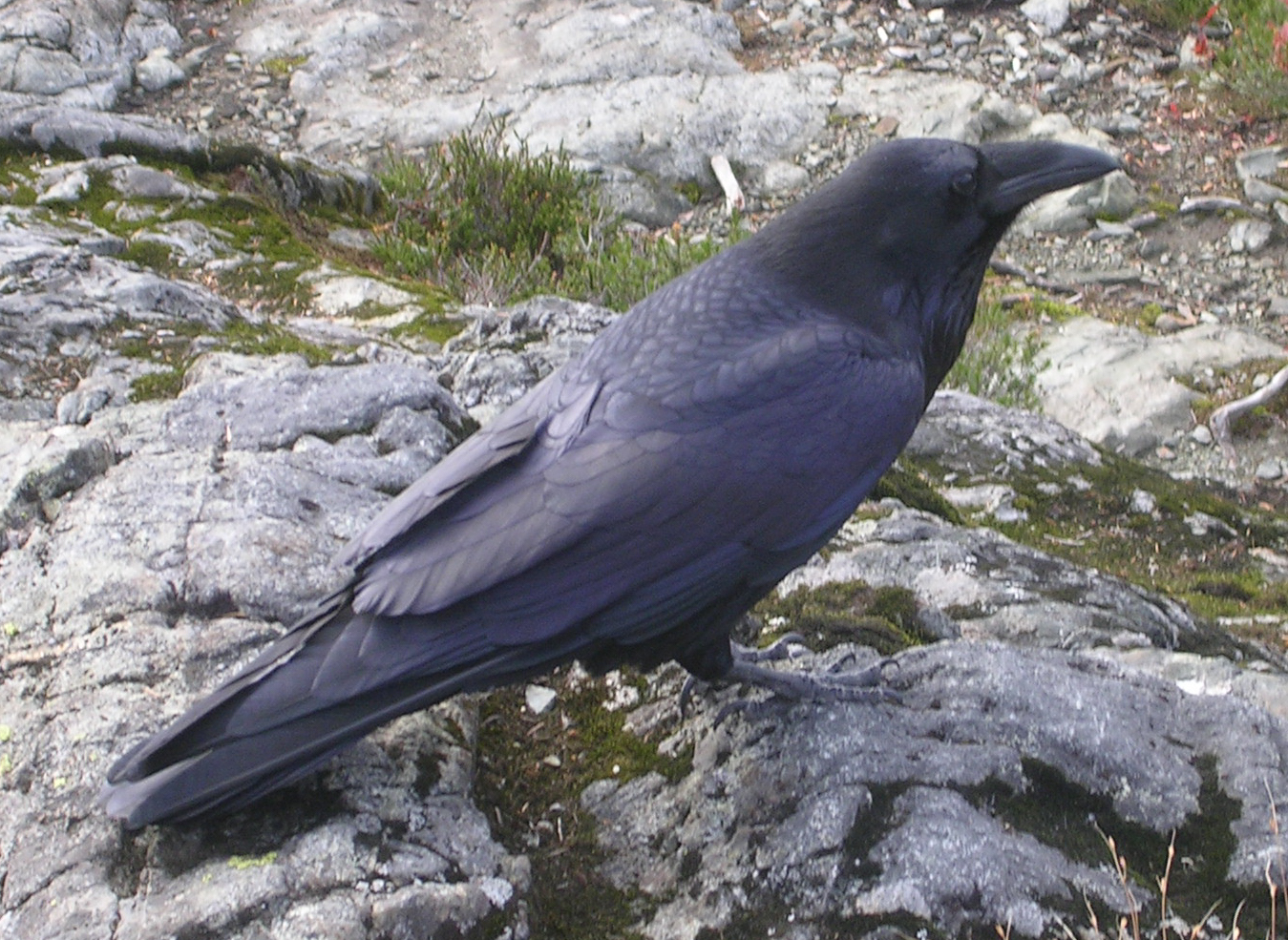
يمكن أن يبدو الريش في ضوء الشمس لمعانًا أزرق أو أرجوانيًا نتيجة التقزح.

يتراوح طُول الغُراب المألوف الناضج بين 54 و67 سم، ويبلغ طول جناحيه 115 إلى 150 سم. وتتراوح الأوزان المسجلة له ما بين 0.69 إلى 2 كجم، مما يجعل الغُراب المألوف واحدًا من أثقل طُيُور الجوَاثِمِ. الغربان التي تعيش في المناطق الأكثر برودة مثل جبال الهيمالايا وجرينلاند أكبر عمومًا ومنقارها أكبر قليلاً، في حين أن تلك الموجودة في المناطق الأكثر دفئًا تكون أصغر حجمًا ومنقارها أصغر نسبيًا. هناك تباين في الحجم في أنواع الغربان، فالغربان في كاليفورنيا يبلغ متوسط وزنها 784 جم، بينما وزن تلك الموجودة في ألاسكا في المتوسط 1135 جم، وتلك الموجودة في نوفا سكوشا تزن في المتوسط 1230 جم. يكون المنقار كبيراََ ومنحنٍ قليلاً بطول يتراوح بين 5.7 إلى 8.5 سم، وهو أحد أكبر المناقير بين طُيُور الجوَاثِمِ (رُبَّما فقط الغُراب سميك المنقار لديه منقار أكبر بشكل ملحوظ). له ذيل طويل ومتدرج بقوة، يبلغ من 20 إلى 26.3 سم، ومعظمه ريش أسود قزحي، وحدقات بِنيَة غامِقةُ. ريش الحلق ممدود ومدبب وقواعد ريش العنق رمادية شاحبة. الأرجل والأقدام جيدة الحجم، ويبلغ طول الرسغ من 6 إلى 7.2 سم. ريش اليافع منه مشابه ولكنه أضعف مع حدقات زرقاء رمادية.

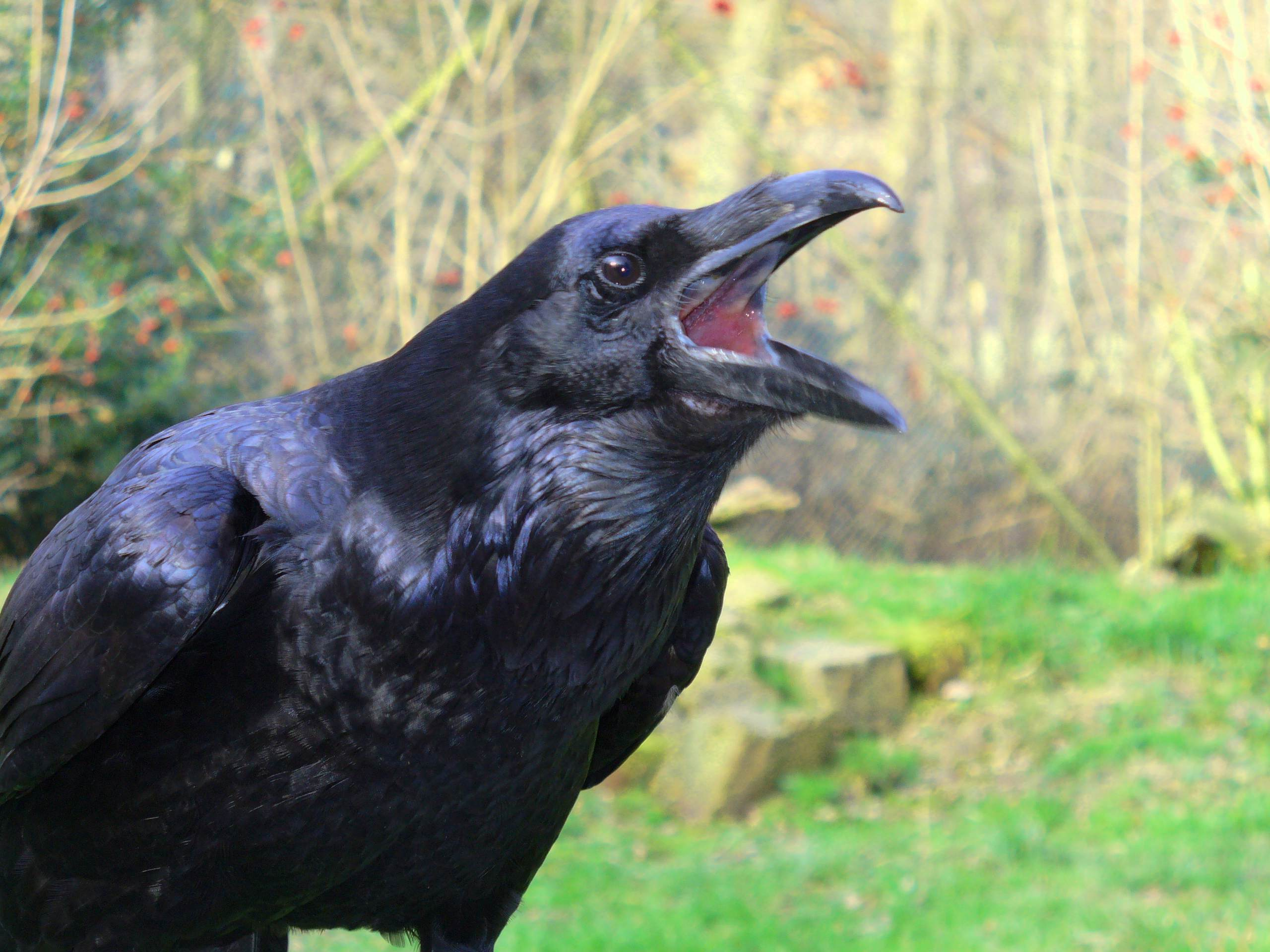
صورة تبين منقار الغُراب المألوف.

يختلف الغُراب المألوف عن أبناء عمومته الزَّيغَان، في امتلاكه منقار أسود أكبر وأثقل، وريش أشعث حول الحلق وفوق المنقار، وذيل إسفيني الشَّكْل. تتميز الغربان الطائرة عن الزَّيغَان بشكل ذيلها ومساحة الجناح الأكبر وأسلوب التحليق الأكثر ثباتًا، والذي يتضمن عمومًا رفرفة أقل للأجنحة. على الرغم من حجمها الضخم، فإن الغربان تتميز برشاقتها في الطيران مثل أبناء عمومتها الأصغر حجماً (يُقصد بها الطيور الأخرى من نفس الفصيلة). أثناء الطيران، يصدر الريش صوت صريرِ يشبه حفيف الحرير. صوت الغربان أيضًا متميز تمامًا، وندائه المعتاد هو نقيق عميق ذُو جودة رنانة أكثر بكثير من نداء الزاغ. في أمريكا الشمالية، يشبه غُراب تشيهواهوان الغربان الصغيرة نسبيًا في الجنوب الغربي الأمريكي ويتميّز بشكل أفضل بالحجم الأصغر نسبيًا لمنقاره ولحيته وجسمه وذيله الأطول نسبيًا. قد يعطي غراب الجيف بالكامل في أوروبا دلالات على كونه غُراب بسبب منقاره الكبير ولكنه لا يزال أصغر حجمًا وله أشكال أجنحة وذيل نموذجية للزَّيغَان.

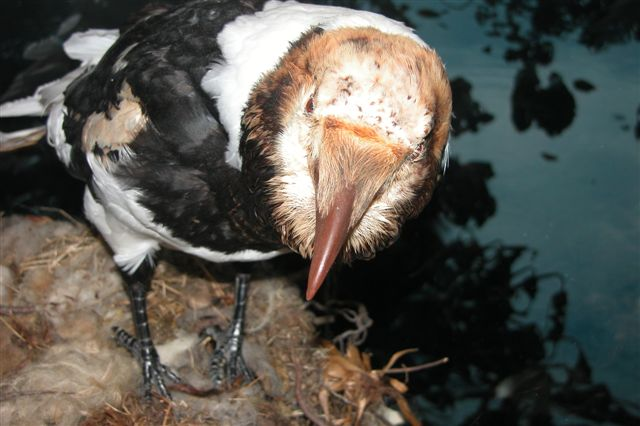
الغُراب الأرقط.

في جزر فارو، كان هناك غُراب انقرض الآن لونه أبيض وأسود من هذا النوع، المعروف باسم الغُراب الأرقط.
توجد الغربان البيضاء أحيانًا في البرية. تفتقر الطيور في كولومبيا البريطانية إلى العيون الوردية للأمهق وهي عوضًا عن ذلك مهقاء مرضية، وهي حالة يفتقر فيها الحيوان إلى أي أنواع مختلفة من الأصباغ، وليس مجرد الميلانين.
الغربان المألوفة لديها مجموعة واسعة من الأصوات التي تهم علماء الطيور. أجرى غوينير دراسات مهمة في أوائل الستينيات من القرن الماضي، حيث قام بتسجيل وتصوير نتائجها بتفصيل كبير. تم تسجيل خمسة عشر إلى 30 فئة من الأصوات لهذه الأنواع ومعظمها يستخدم للتفاعل الاجتماعي. تشمل النداءات المسجلة نداءات التنبيه والمطاردة والطيران. لدى الأنواع نداء مميز وعميق ورنان بصوت نداء برروك-برروك-برروك، والذي يختلف بالنسبة للمستمعين المتمرسين عن أي غُراب آخر. تتضمن مفرداته الواسعة والمعقدة صوتًا مرتفعًا وطرقًا توك-توك-توك، وجافًا بصوت كراا، وصوتًا منخفضًا، وبعض النداءات ذات الطبيعة الموسيقية تقريبًا.
مثل الغُرابيات الأخرى، يمكن للغُربان تقليد الأصوات من بيئتها، ومنها الكلام البشري. تشمل الأصوات غير الصوتية التي يصدرها الغراب المألوف صفارات الجناح وانغلاق المنقار بشكل مفاجئ. لوحظ التصفيق أو النقر في كثير من الأحيان عند الإناث أكثر من الذكور. في حالة فقدان أحد الأزواج، يقوم رفيقه بإعادة إنتاج نداءات شريكه المفقود لتشجيع عودته.

## التَّوزِيع والسَّكن

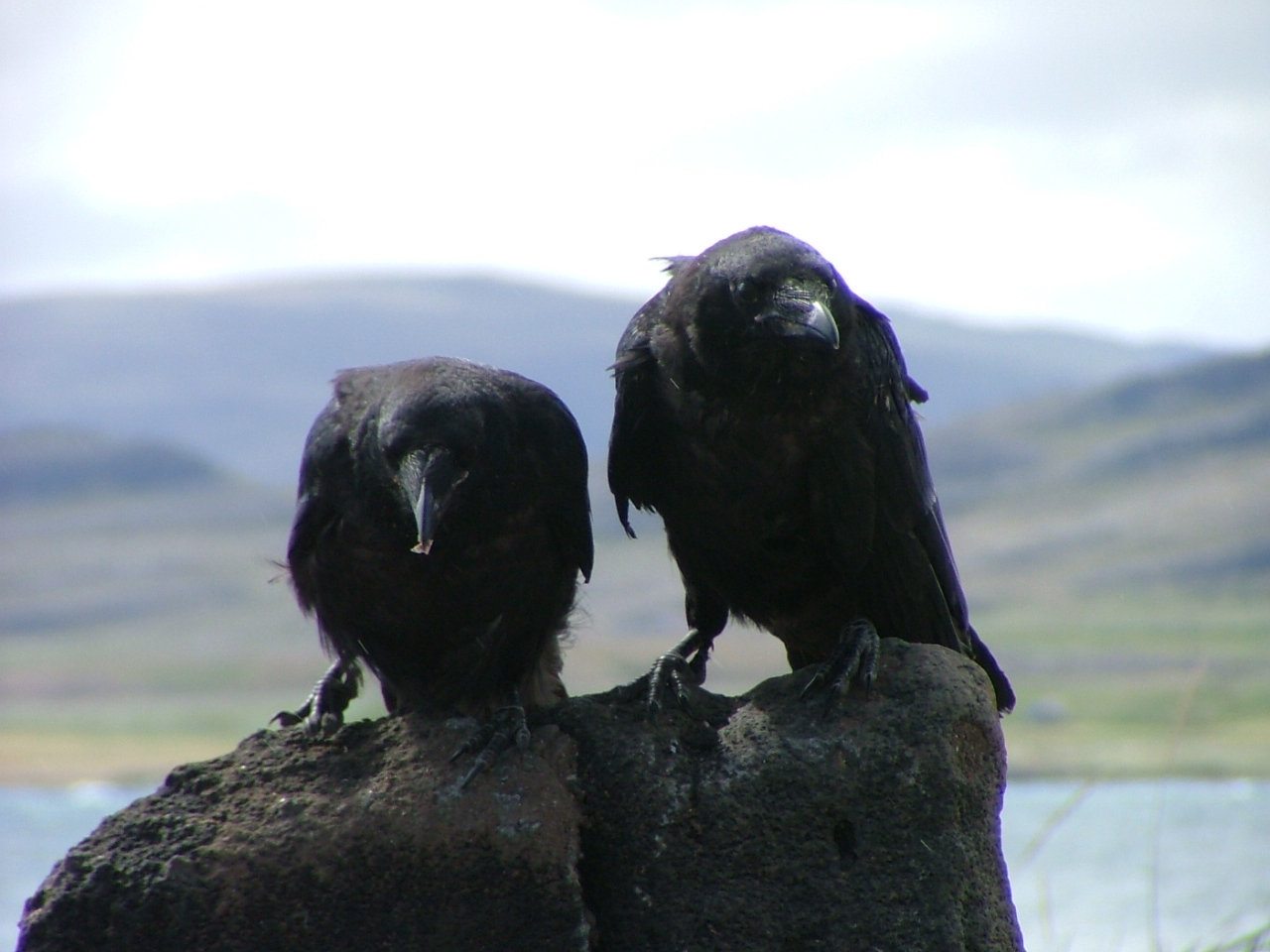
غُرابان يافعان في أيسلندا.

يمكن أن تنمو الغربان المألوفة في مُناخات مُتنوِّعَة. في الواقع، هذا النوع لديه نطاق أكبر من أي عضو في جنسه، وواحد من أكبر النِّطاقات لدى الطيور الجواثِمِ. ويَمتدُّ نِطاقُها في جميع أنحاء المنطقة المتجمدة الشمالية في القطب الشمالي والموائل ذات المناخ المعتدل في أمريكا الشمالية وأوراسيا إلى صحاري شمال إفريقيا، والجزر في المحيط الهادئ. تكون أكثر شيوعًا في الجزر البريطانية في اسكتلندا وويلز وشمال إنجلترا وغرب أيرلندا. وفي التبت، تم تسجيلها على ارتفاعات تصل إلى 5000 متر، وعلى ارتفاع 6350 مترًا على جبل إفرست. الأصناف المعروفة أحيانًا باسم غراب البنجاب (الموصوفة باسم النُويعة اللورنسيّة من قِبل ألان أوكتافيان هيوم ولكن غالبًا ما يُعتبر مرادفًا للغراب شبه المألوف) تقتصر على منطقة السند في باكستان والمناطق المجاورة في شمال غرب الهند. وتُقيم بشكل عام في نطاقهم طوال السنة. حيث أشار عالم الطيور فين سالومونسن في كتابه عام 1950م، [طيور جرينلاند]، إلى أن الغربان المألوفة لا تقضي الشتاء في القطب الشمالي. ومع ذلك، تتواجد على مدار العام في القطب الشمالي في كندا وألاسكا، وقد تتفرق الطيور الصغيرة محليًا.
تُفضِلُ مُعظمٌ الغربان المألوفة المناطق الحرجِيَّةُ ذاتُ المساحات الشاسعة من الأراضي المفتوحة القريبة، أو المناطق الساحلية لمواقع التعشيش ومناطق التغذية. تستفيد في بعض المناطق ذات الكثافة السكانية العالية، مثل كاليفورنيا في الولايات المتحدة، من الإمدادات الغذائية الوفيرة ولوحظ زيادة في أعدادها هناك. على السواحل، غالبًا ما يتم توزيع أفراد هذا النوع بالتساوي وتفضل بناء مواقع أعشاشها على طول المنحدرات البحرية. غالبًا ما توجد الغربان المألوفة في المناطق الساحلية لأن هذه المناطق توفر سهولة الوصول إلى المياه ومجموعة متنوعة من مصادر الغذاء. أيضًا، تتمتع المناطق الساحلية بأنماط طقس مستقرة دون درجات حرارة شديدة البرودة أو درجات الحرارة المرتفعة.
بشكل عام، تعيش الغربان المألوفة في مجموعة واسعة من البيئات ولكنها تفضل المناظر الطبيعية. عندما تتغير البيئة بدرجات كبيرة، سَتستجِيبُ هذه الطيور بتوتر. حيث يُنشَّط الهرمون المعروف باسم الكورتيكوستيرون (بالإنجليزية: Corticosterone) عن طريق محور ما تحت المهاد -الغدة النخامية- الغدة الكظرية (بالإنجليزية: Hypothalamic–pituitary–adrenal axis) ويتم تنشيط الكورتيكوستيرون عندما يتعرض الطائر للإجهاد، مثل الهجرة لمسافات طويلة.

## السُّلوك

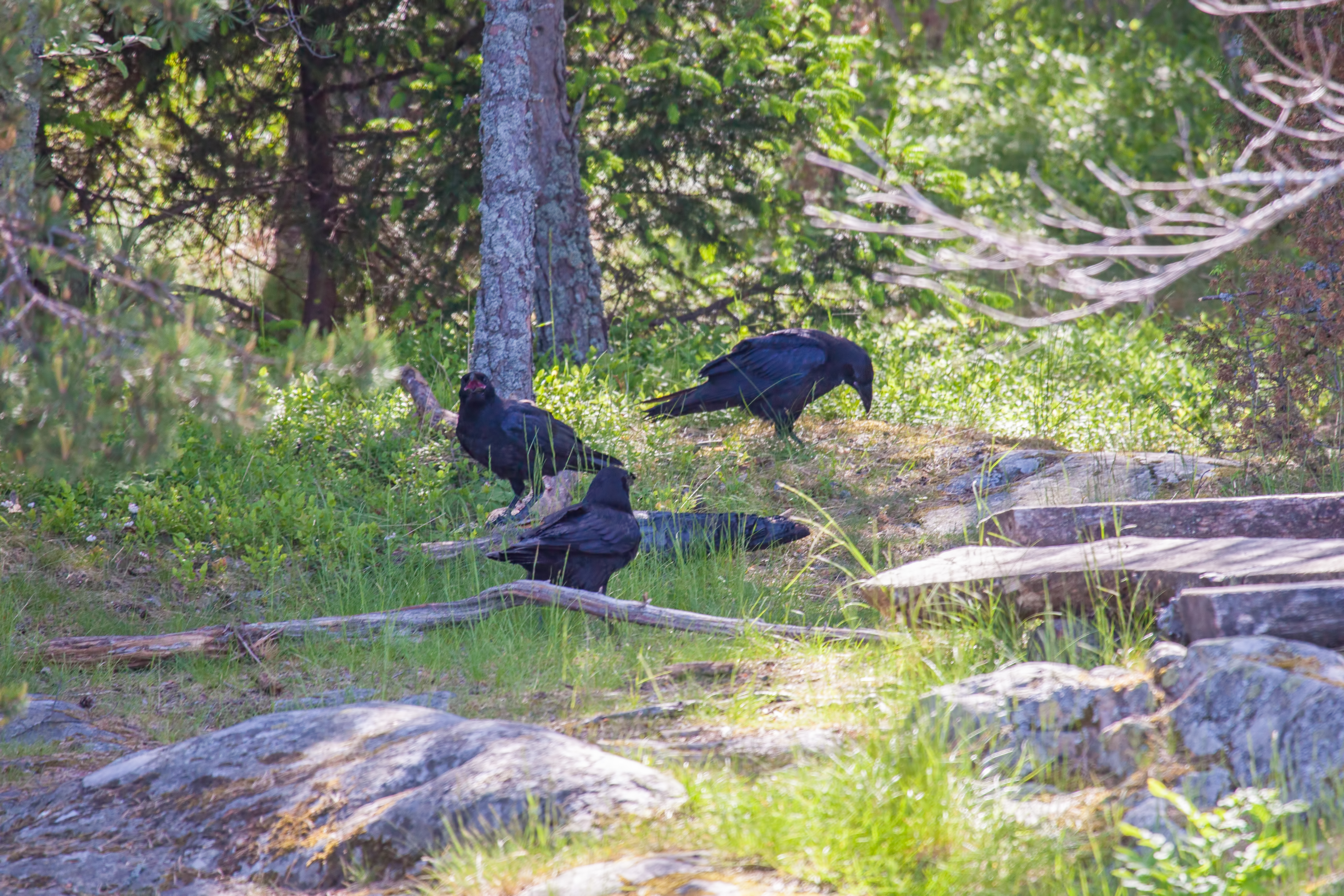
تجمع مجموعة من الغربان حول فرد نافق.

عادةً ما تسافر الغربان المألوفة بأزواج مُفرخة، على الرغم من ذلك، فإن الطيور الصغيرة قد تشكل أسَّرابًا. غالبًا ما تكون العلاقات بين الغربان المألوفة محبّة للنزاع، لكنها تُظهر تفانيًا كبيرًا لعائلاتها.

### المفترسات
نظرًا لحجمه وعشرته الاجتماعية وقدراته الدفاعية، فإن الغُراب المألوف لديه عدد قليل من الحيوانات المفترسة الطبيعية. تشمل الحيوانات التي تفترس بيضه البوم وحيوانات السمور وأحيانًا العقبان. الغربان قوية جدًا في الدفاع عن صغارها وعادةً ما تنجح في طرد التهديدات المحتملة. حيث تهاجم الحيوانات المفترسة المحتملة من خلال الطيران فوقهم والاندفاع بمناقيرها الكبيرة. يتعرض البشر أحيانًا للهجوم إذا اقتربوا من عش الغُراب، على الرغم من أن الإصابات الخطيرة غير مرجحة. هُناك عدد قليل من سجلات الافتراس من قِبل الطيور الجارحة الكبيرة. وبحسب ما ورد فإنّ مهاجميها في أمريكا هم البُومَة القَرناء الكَبيرة والباز الشمالي والعقبان الصلعاء والعقبان الذهبية والباز أحمر الذيل. يُحتمل أن تُهاجم الصقور الغربان الصغيرة فقط. في إحدى الحالات، انقض صقر الشاهين على غُراب حديث الولادة، لكن الغرابان الوالدن طارداه.
في أوراسيا، تشمل الحيوانات المفترسة التي المبلغ عنها العقبان الذهبية والبوهة الأوراسية والعُقبان البحرية بيضاء الذيل والعُقاب البحريَّة لستيلر وملكة العقبان الشرقية والسُّنْقُر. نظرًا لأنها قد تكون فريسة خطرة للطيور الجارحة، تقوم هذه الطيور الجارحة عادةً بمفاجئتها وتكون معظم الهجمات على الغربان الوليدة. نادرًا ما تهاجمها الحيوانات الثديية المفترسة الكبيرة مثل الوشق وذئب البراري وأسد الجبال. يحدث هذا بشكل أساسي في موقع العش وعندما تكون الفرائس الأخرى للحيوانات آكلة اللحوم نادرة. الغربان حذرة للغاية حول مواقع الجيف الجديدة، وفي أمريكا الشمالية لوحظ انتظار وجود الزيغان الأمريكية والقيق الأزرق قبل الاقتراب لتناول الطعام.

### التَّكاثُر

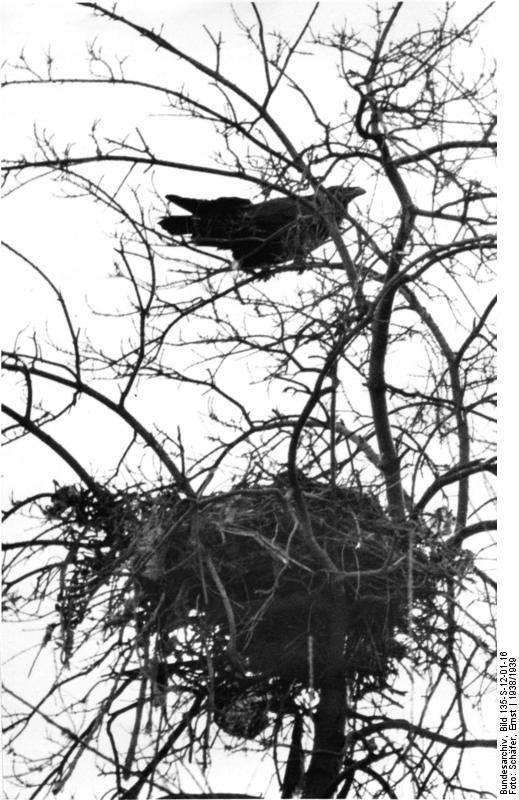
صورة تبين عش الغُراب المألوف.

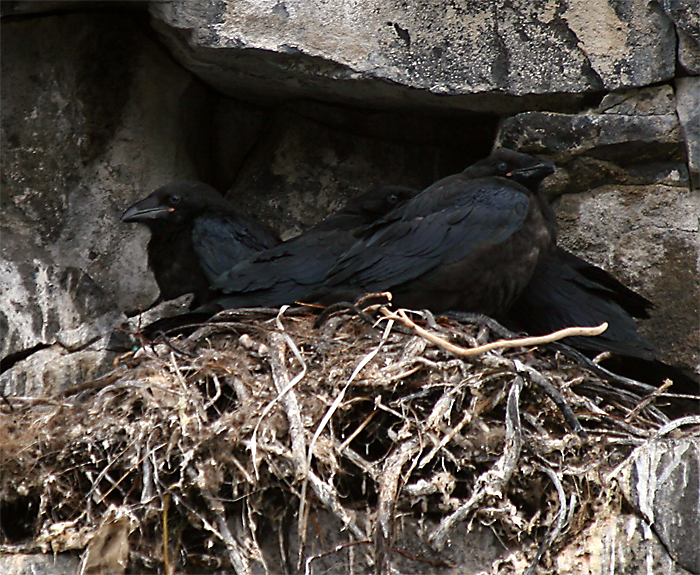
الصغار على عش - هفيتسيركور، أيسلندا.

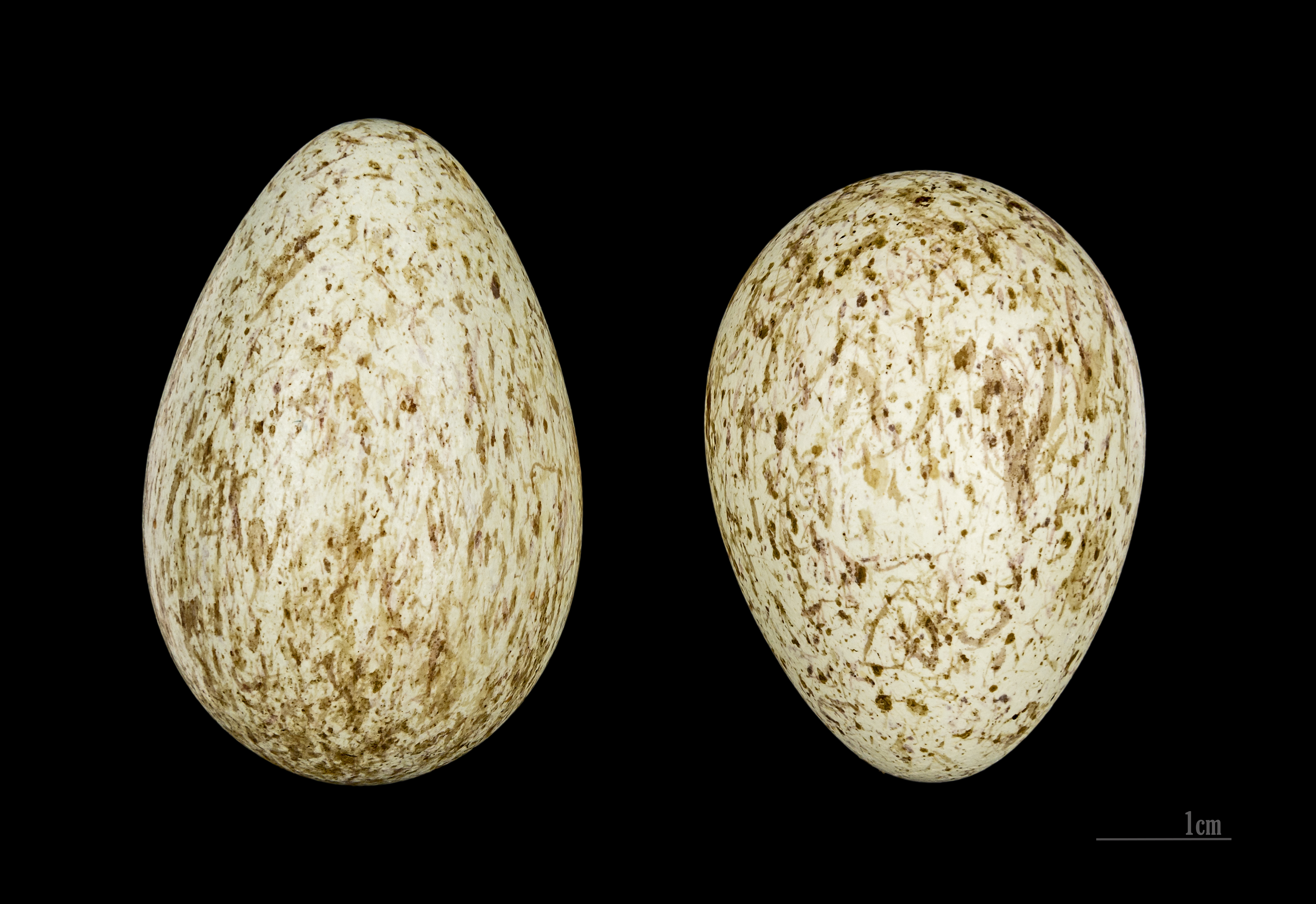
بيض الغُراب المألوف.

تبدأ الطيور الصغيرة الأحداث بِالتَّودُّدِ مُنذُ سِنِّ
مُبَكِّرة جدًا، لكن لا يجوز لها الارتباط قبل سنتين أو ثلاث سنوات أخرى. تعتبر الحركات البهلوانية الجوية، وإثبات الذكاء، والقدرة على توفير الطعام من السلوكيات الرئيسية للتودد. وبمجرد إقترانها، فإنها تميل إلى التعشيش معًا مدى الحياة وعادةً في نفس الموقع. لُوحِظت حالات عدم الزواج الأحادي في الغربان المألوفة من قِبَل الذكور الذين يزورون عش الأنثى عندما يكون رفيقها بعيدًا.
يجب أن يكون لدى الأزواج التي تتكاثر منطقة خاصة بها قبل أن تبدأ في بناء العش والتكاثر، وبالتالي الدفاع بقوة عن المنطقة ومواردها الغذائية. تختلف مناطق التعشيش في الحجم حسب كثافة الموارد الغذائية في المنطقة. ويكون العش على صورة وعاء عميق مصنوع من أعواد وأغصان كبيرة، ومربوط بطبقة داخلية من الجذور والطين واللحاء ومبطن بمادة أكثر نعومة، مثل فرو الأيائل. يوضع العش عادة في شجرة كبيرة أو على حافة منحدر، أو في قليل من الأحيان داخل المباني القديمة أو أعمدة الكهرباء.
تضع الإناث ما بين ثلاث إلى سبع بيضات ذات لون أخضر مزرق شاحب، وبني مرقط. تكون فترة الحضانة حوالي 18 إلى 21 يومًا من قِبَل الإناث فقط. قد يقف الذكر أو يجلس القرفصاء على الصغار، ليحميها ولكن لا يرقد عليها في الواقع. ينمو ريش الصغار في سن 35 إلى 42 يومًا، ويقوم كلا الوالدين بتغذيتها ويبقى الصغار مع الوالدين لمدة ستة أشهر أخرى بعد نمو الريش.
تبدأ فترة وضع البيض غالبًا في أواخر فبراير أو بعد ذلك في المناخات الباردة، على سبيل المثال في أبريل في جرينلاند والتبت. أما في باكستان، فيُوضع البيض في ديسمبر. نادرًا ما يُفترس البيض والفراخ الصغيرة من قِبَل الصقور والعقبان الكبيرة والبوم الكبيرة وحيوانات السمور والكلاب. غالبًا ما تنجح الغربان البالغة، والتي نادرًا ما يجري افتراسها، في الدفاع عن الصغار من هذه الحيوانات المفترسة، نظرًا لتواجدها بأعداد كبيرة وكِبر حجمها ومكرها. وقد لوحظ أن الغربان تُسقط الحجارة على الحيوانات المفترسة المحتملة التي تتجرأ على القرب من أعشاشها.
يمكن أن تكون الغربان المألوفة طويلة العمر، خاصة في الأسر أو الظروف المحمية؛ فقد عاش الأفراد في برج لندن لأكثر من 40 عامًا، وتكون فترات الحياة في البرية أقصر بكثير في العادة من 10 إلى 15 عامًا. أطول عمر معروف لغُراب مألوف بري يحمل شريطًا كان 23 عامًا و3 أشهر.

### التَّغذِية

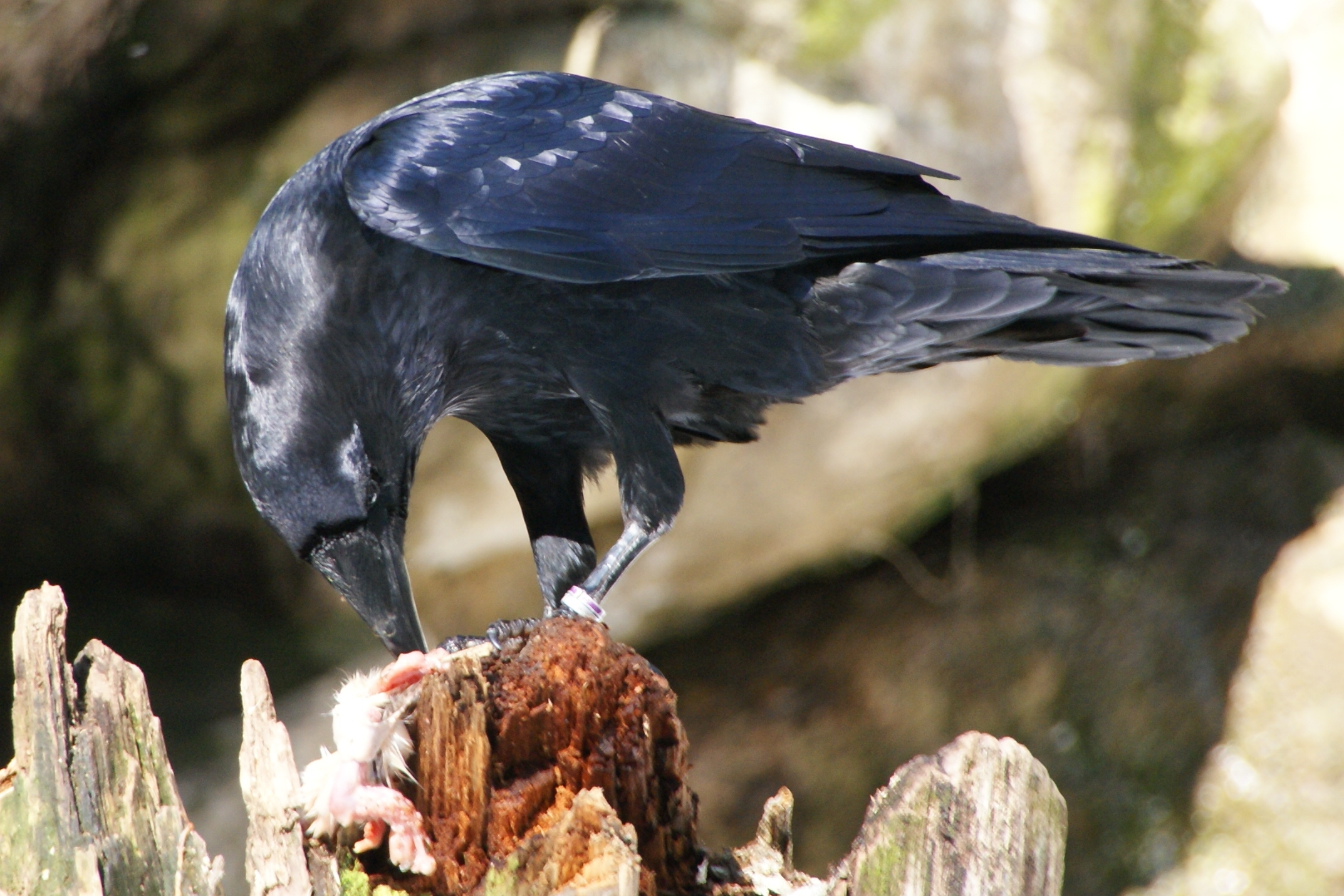
غرابٌ مألوف يغتذي.

الغربان المألوفة متنوعة الغذاء وانتهازية جدًا: قد يختلف نظامها الغذائي بشكل كبير حسب الموقع والموسم والصدفة. على سبيل المثال، حصلت الغربان التي تبحث عن طعام في منطقة التندرا على منحدر ألاسكا الشمالي على حوالي نصف احتياجاتها من الطاقة عن طريق الافتراس، خاصة من حيوانات العكبر، ونصفها الآخر عن طريق جمع بقايا الحيوانات المتحللة، خاصة جثث الرَّنّة (الاسم العلمي: Rangifer tarandus)) وطائر ترمجان الصخر (الاسم العلمي: Lagopus muta).
في بعض الأماكن، تتغذى الغربان المألوفة بشكل رئيسي على الجيف وكذلك الديدان وخنافس الجيف المرتبطة بها. أما في حالة الجيف كبيرة الحجم وغير المجهزة للتمزيق وكذلك الطيور مثل النسور ذات المنقار الخطافي، يجب أن تنتظر حتى تتمزق الفريسة من قِبل مفترس آخر أو يتم سلخها بوسائل أخرى. يشمل غذائها النباتي الحبوب والتوت والفاكهة. وتتغذى على اللافقاريات الصغيرة والبرمائيات والزواحف والثدييات الصغيرة والطيور، كما قد تستهلك الغربان الأجزاء غير المهضومة من براز الحيوانات ومخلفات طعام الإنسان. تقوم بتخزين المواد الغذائية الفائضة وخاصة تلك التي تحتوي على دهون، وتقوم الغربان بإخفاء مثل هذه الأطعمة بعيدًا عن أنظار الغربان المألوفة الأخرى. كما تهاجم الغربان مخابئ الطعام لحيوانات أخرى مثل الثعلب القطبي. وتقوم في بعض الأحيان بمصاحبة حيوانات نابيّة أخرى مثل الذئب الرمادي، باعتباره طفيليات سارقة، حيث تتبعهم للبحث عن ذئاب قتلت في الشتاء. إن الغربان من الحيوانات المفترسة الاعتيادية في أعشاش الطيور، وتنتقي بوقاحة البيض والأعشاش وأحيانًا الطيور البالغة عندما تحين فرصة لذلك. ربما تعتبر الغربان المألوفة التهديد الطبيعي الأساسي لنجاح تعشيش كندور كاليفورنيا (الاسم العلمي: Gymnogyps californianus) المهدد بالانقراض بشدة، نظرًا لأنها تأخذ بيض النسور بسهولة وهي شائعة جدًا في المناطق التي يتم فيها إعادة تكاثر الأنواع. من ناحية أخرى، عندما تدافع الغربان عن أعشاشها الخاصة المجاورة، قد تُفيد النسور بالصدفة لأنها تطارد النسور الذهبية خارج المنطقة والتي قد تفترس النسور المعششة الكبيرة والفراخ. لا يبدو أن النسور، وعلى الرغم من حجمها الكبير، قد قامت بتطوير أساليب للدفاع عن أعشاشها.

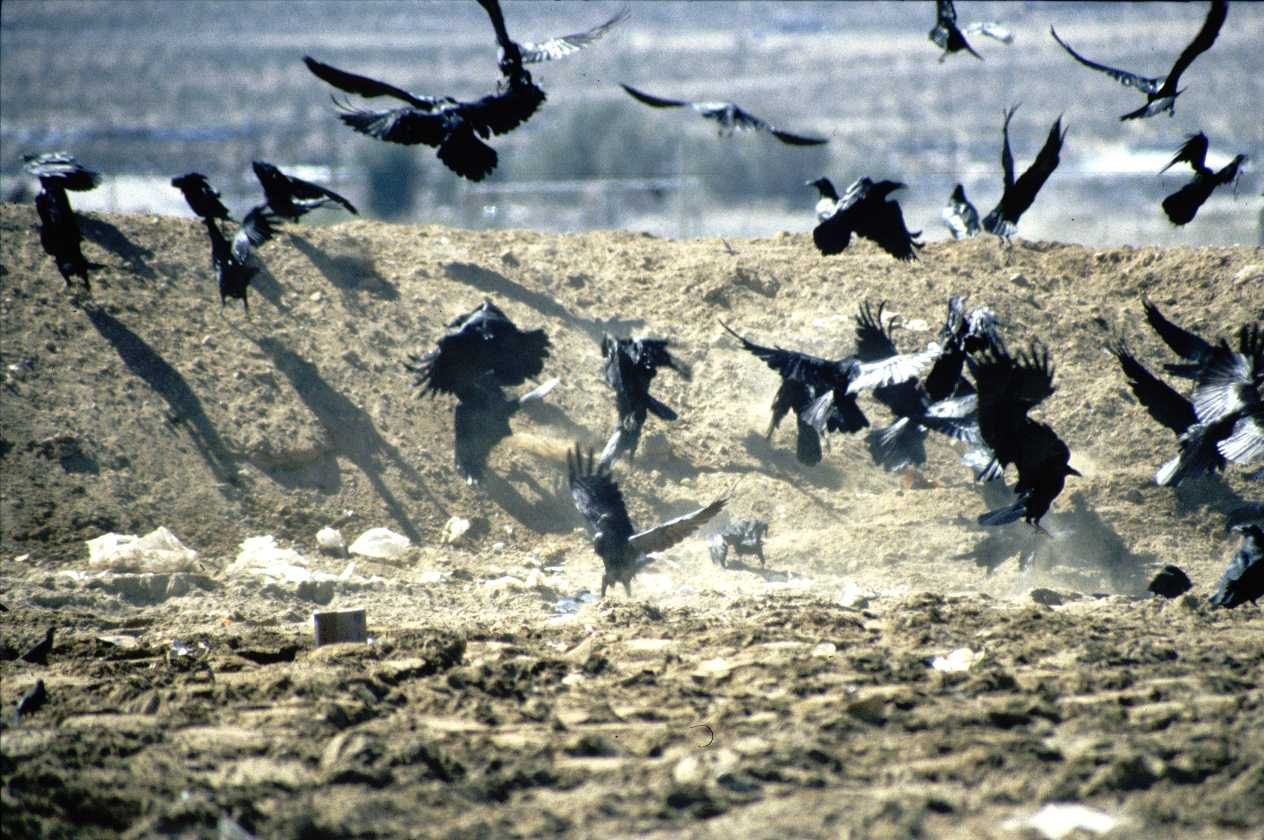
سرب من الغربان يتغذى في مكب نفايات.

تضمن النظام الغذائي للغُربان المألوفة التي تعشش بالقرب من مصادر القمامة البشرية نسبة أعلى من مخلفات الطعام، وتستهلك الغربان التي تعشش بالقرب من الطرق المزيد من الفقاريات المقتولة على الطرق، أما تلك التي تعيش بعيدًا عن مصادر الغذاء فقد تأكل المزيد من المفصليات والمواد النباتية. لوحظ أن معدل نمو الريش أعلى بالنسبة للغربان التي تستخدم القمامة البشرية مصدرًا للغذاء. في المقابل، وجدت دراسة أجريت عام 1984-1986م عن النظام الغذائي للغُراب المألوف في منطقة زراعية في جنوب غرب ولاية أيداهو أن الحبوب كانت المكون الرئيسي للكريات، على الرغم من تناول الثدييات الصغيرة والجنادب وجيف الماشية والطيور أيضًا.
أحد السلوكيات هو الاستقطاب، حيث تستدعي الغربان الناشئة الغربان الأخرى من خلال سلسلة من الصيحات العالية للحصول على صفقة غذائية والتي عادة ما تكون جثة. في كتابه «الغربان في الشتاء»، افترض بيرند هاينريش أن هذا السلوك قد تطور للسماح للغربان الناشئة بأن تفوق عدد الغربان البالغة، مما يسمح لها بالتغذي على الجثة دون مطاردتها. التفسير الأكثر بساطة هو أن الأفراد تتعاون في تبادل المعلومات حول جثث الثدييات الكبيرة لأنها أكبر من أن يستغلها عدد قليل من الطيور. ومع ذلك، تظهر التجارب على الطعوم أن سلوك الاستقطاب هذا مستقل عن حجم الطعم.
علاوة على ذلك، هُناك أبحاث تشير إلى أن الغُراب المألوف يشارك في نثر البذور. في البرية، يختار الغُراب المألوف أفضل موطن له وينثر البذور في المواقع الأكثر ملاءمة لبقائه.

### الذَّكاء
«الزيغان والغربان والعقاعق الذرياب ليست مجرد آلات ذات ريش مبرمجة بشكل صارم من قِبل صفاتها الوراثية. بدلاً من ذلك، هي كائنات تتخذ قرارات معقدة، ضمن قيود ميراثها الجزيئي، وتظهر كل علامة على التمتع بوعي ثري.»كانداس سافاج
تعد أدمغة الغربان المألوفة من بين الأكبر بالنسبة للطيور بأنواعها. على وجه التحديد، فإن قشرة المخ لديها كبيرة بالنسبة للطيور. تُظهِر الغربان القدرة على حل المشكلات بالإضافة إلى العمليات المعرفية الأخرى مثل التقليد والفطنة.

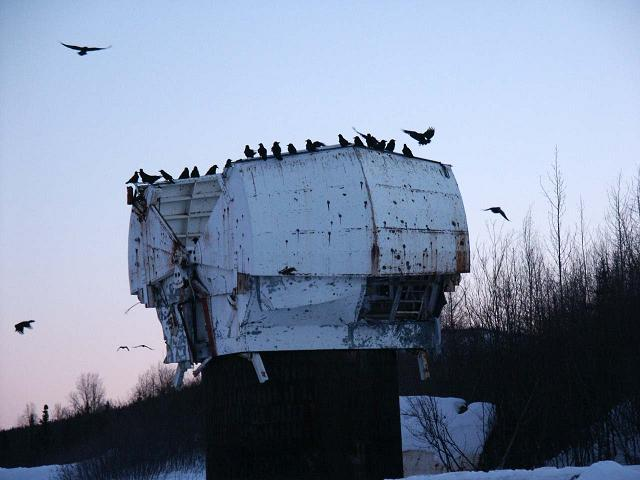
غربان جاثمة في المساء على قبة الرادار الصاروخية على مشروع نايك NIKE المتهالكة في ألاسكا.

جادل اللغوي ديريك بيكرتون، بناءً على عمل عالم الأحياء بيرند هاينريش، بأن الغربان هي واحدة من أربعة حيوانات معروفة فقط (إلى جانب النحل والنمل والبشر) الذين أظهروا أسلوب الاستبدال، والقدرة على التواصل حول الأشياء أو الأحداث البعيدة مكانيًا أو زمانيًا عن الاتصال. الغربان اليافعة وغير المتزاوجة تجثم معًا في الليل ولكن عادة ما تتغذى بمفردها خلال النهار. ومع ذلك، عندما يكتشف أحدها جثة كبيرة يقوم بحراستها زوج من الغربان البالغة بينما يعود الغُراب غير المتزاوج إلى المجثم ويبلغ عن الاكتشاف. في اليوم التالي، يطير قطيع من الغربان غير المتزاوجة إلى الجثة ويلاحق الغربان البالغة. يجادل بيكرتون بأن ظهور الاستبدال اللغوي ربما كان أهم حدث في تطور اللغة البشرية، وأن الغربان هي الفقاريات الأخرى الوحيدة التي تشارك هذا الأمر مع البشر.
تضمنت إحدى التجارب المصممة لتقييم الفطنة والقدرة على حل المشكلات قطعة من اللحم متصلة بخيط معلق على عصا. ومن أجل الوصول إلى الطعام، يحتاج الطائر للوقوف على العصا وسحب الخيط لأعلى قليلاً في كل مرة، والخطو على العقد لتقصير الخيط تدريجيًا. نجحت أربعة من خمسة غُربان مألوفة في نهاية المطاف، و"الانتقال من عدم النجاح (تجاهل الطعام أو مجرد النزع في الخيط) إلى الوصول الموثوق به المستمر (سحب اللحم) حدث دون تعلم التجربة والخطأ الذي يمكن إثباته. «يدعم هذا الفرضية القائلة بأن الغربان المألوفة هي «مخترعة»»، مما يعني أنها تستطيع حل المشكلات. قيل سابقًا أن العديد من مآثر الغربان المألوفة هي سلوك فطري نمطي ولكن ثبت الآن أن قدراتها على حل المشكلات بشكل فردي والتعلم من بعضها البعض تعكس قدرة مرنة على الفطنة الذكية غير العادية بين الحيوانات غير البشرية.
أثبتت تجربة أخرى أن بعض الغربان يمكن أن تخدع عمدًا؛ على الأقل الغربان المألوفة الأخرى.
لوحظت الغربان المألوفة وهي تستدعي الذئاب إلى مواقع الحيوانات النافقة. تفتح الذئاب الجثة، تاركة البقايا في متناول الغربان. وتراقب الغربان أماكن دفن الغربان المألوفة الأخرى لطعامها وتتذكر مواقع مخابئ طعام بعضها البعض حتى تتمكن من السرقة منها. يحدث هذا النوع من السرقة بانتظام بحيث تطير الغربان المألوفة لمسافات إضافية من مصدر الغذاء للعثور على أماكن اختباء أفضل للطعام. وقد لوحظ أيضًا أنها تتظاهر بعمل مخبأ دون وضع الطعام فعليًا وذلك على الأرجح لإرباك المراقبين.
من المعروف أن الغربان المألوفة تسرق وتخزن الأشياء اللامعة مثل الحصى وقطع المعدن وكرات الجولف. تقول إحدى النظريات أنها تخزن الأشياء اللامعة لإثارة إعجاب الغربان الأخرى. وتشير أبحاث أخرى إلى أن الغربان اليافعة لديها فضول عميق بشأن كل الأشياء الجديدة، وأن الغربان المألوفة تحتفظ بجاذبيتها للأجسام الساطعة المستديرة بناءً على تشابهها مع بيض الطيور. تفقد الطيور الناضجة اهتمامها الشديد بما هو غير معتاد وتصبح شديدة الرهاب لكل ما هو جديد.

### اللعب
كان هناك اهتمام متزايد بمدى مشاركة الطيور في اللعب. تعتبر الغربان المألوفة اليافعة من بين أكثر أنواع الطيور مرحًا، ولقد لوحظ أنها تنزلق على ضفاف الجليد لمجرد التسلية على ما يبدو. حتى أنها تشارك في ألعاب مع أنواع أخرى مثل لعب المطاردة مع الذئاب وثعالب الماء والكلاب. تشتهر الغربان المألوفة بالعروض البهلوانية الرائعة، مثل الطيران في حلقات أو مخالب متشابكة مع بعضها البعض أثناء الطيران.
الغربان أيضًا إحدى الحيوانات البرية القليلة التي تصنع ألعابها الخاصة. فلقد لوحظ أنها تقطع الأغصان لتلعب بها جماعيًا.

## العلاقة مع البشر

### الحفظ والإدارة
مقارنةً بالعديد من أنواع الغُرابيات الأصغر (مثل الزاغ الأمريكي)، تفضل الغربان العيش في الجبال غير المضطربة أو سكن الغابات أو المناطق الريفية على المناطق الحضرية. في مناطق أخرى، زادت أعدادها بشكل كبير وأصبحت تُمثِّل آفات زراعية. يمكن أن تسبب الغربان المألوفة أضرارًا للمحاصيل مثل المكسرات والحبوب، أو يمكن أن تلحق الضرر بالماشية، خاصةً بقتل صغار الماعز والحملان والعجول. تهاجم الغربان بوجه عام وجوه الماشية الصغيرة ولكن سلوك الغُراب الأكثر شيوعًا المتمثل في النبش في بقايا الطعام قد يُساء تعريفه على أنه افتراس من قِبل أصحاب المزارع.
في صحراء موهافي الغربية، أدى الاستيطان البشري وتنمية الأراضي إلى زيادة تقدر بنحو 16 ضعفًا في أعداد الغربان المألوفة على مدار 25 عامًا. تخلق المدن ومقالب القمامة ومحطات معالجة مياه الصرف الصحي والبرك الاصطناعية مصادرًا للغذاء والماء للطيور النابشة في القمامة. تجد الغربان أيضًا مواقع التعشيش في أعمدة الكهرباء وأشجار الزينة وتنجذب إلى الحيوانات المقتولة على الطرق السريعة. أثارت الزيادة الكبيرة في أعداد الغُراب المألوف في صحراء موهافي مخاوف بشأن سلحفاة الصحراء، وهي من الأنواع المهددة بالانقراض. تتغذى الغربان المألوفة على صغار السلاحف التي لها أصداف ناعمة وتتحرك ببطء. تضمنت خطط السيطرة على الأعداد إطلاق النار على الطيور وحصرها، فضلًا عن الاتصال بمشغلي مكب النفايات لمطالبتهم بتقليل كمية القمامة المكشوفة. استُخدمت مكافأة الصيد كطريقة للسيطرة تاريخيًا في فنلندا من منتصف القرن الثامن عشر حتى عام 1923م. وقد حدث الإعدام للطيور بشكل محدود في ألاسكا حيث يهدد تزايد أعداد الغربان المشتركة بط عيدر ستيلر (الاسم العلمي: Polysticta stelleri).

### تصوُّرات ثقافِيَّة

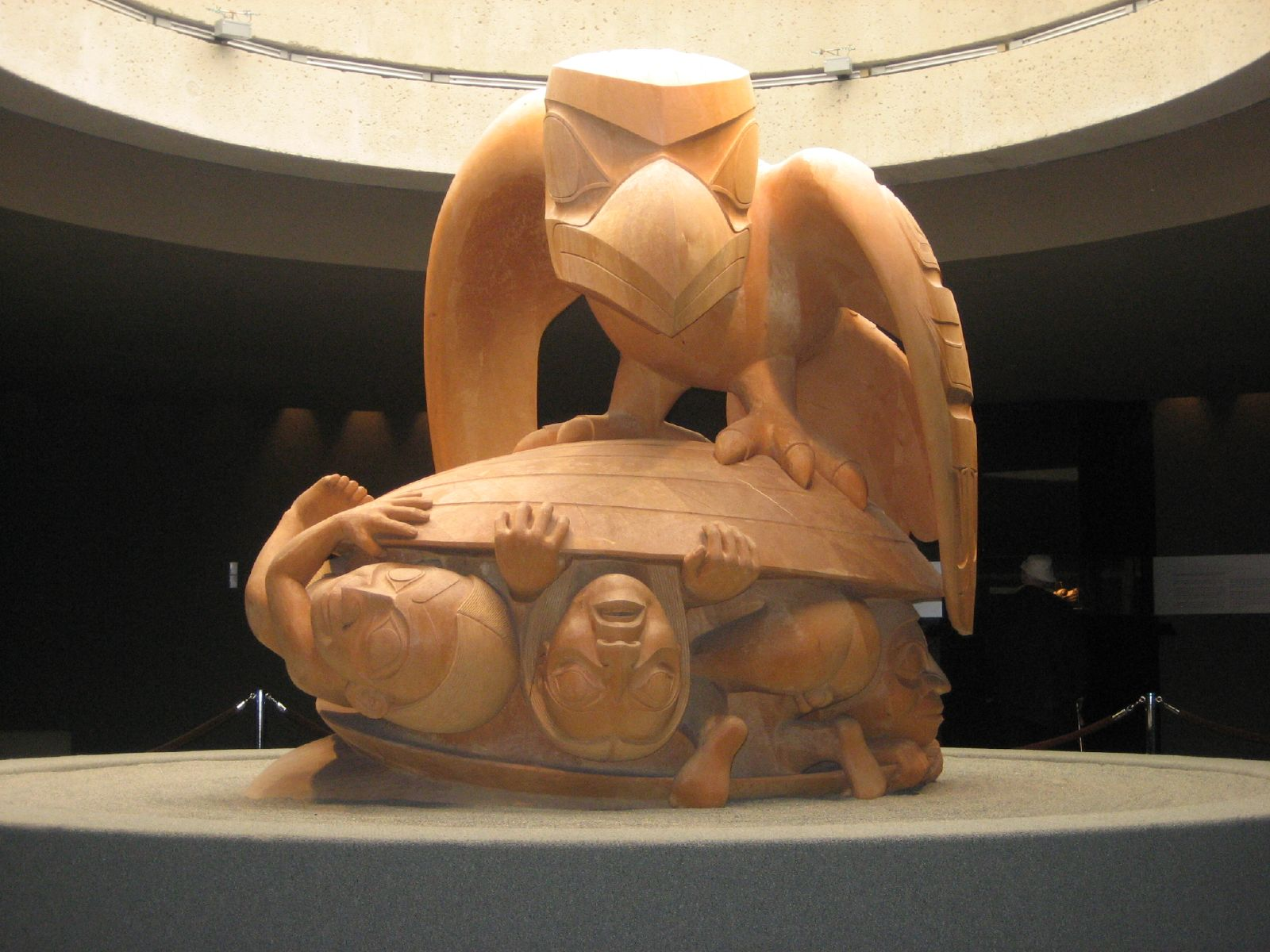
تمثال بيل ريد الغراب والرجال الأوائل، يُظهر جزءًا من أسطورة الخلق للهايدا. متحف الأنثروبولوجيا بجامعة كولومبيا البريطانية.

كان الغُراب المألوف رمزًا قويًا وموضوعًا شائعًا في الأساطير والفولكلور ضمن نطاقه في نصف الكرة الشمالي وطوال تاريخ البشرية.
في بعض التقاليد الغربية، لطالما اعتبرت الغربان طيور نذير شؤم وموت وشر بشكل عام، ويرجع ذلك جزئيًا إلى الرمزية السلبية لريشها الأسود بالكامل وأكلها للجيف. تُعرف الغربان في السويد بأشباح القتلى، وفي ألمانيا تُعرف بأرواح الملعونين. يُروى في الفولكلور الدنماركي، أن حيوانات «الرافني» (مأخوذة من لفظ الغُراب) التي تأكل قلب الملك تكتسب المعرفة البشرية، ويمكنها القيام بأعمال خبيثة عظيمة وأن تضل الناس وتمتلك قوى خارقة وكانت «حيوانات مروعة».
كما هو الحال في الأساطير التقليدية والفولكلور، فإن الغُراب المألوف يظهر بشكل متكرر في الكتابات الحديثة مثل أعمال وليم شكسبير، وربما الأكثر شهرة في قصيدة «الغراب» التي كتبها إدغار آلان بو. ظهرت الغربان في أعمال تشارلز ديكنز، جون رونالد تولكين، ستيفن كينغ، جورج ر. ر. مارتن وجوان إيكن من بين آخرين.
لا يزال يستخدم الغُراب كرمز في المناطق التي كان لها في السابق مكانة أسطورية: مثل الطائر الوطني لبوتان (ملوك بوتان يرتدون تاج الغراب)، الطائر الرسمي لإقليم يوكون، وعلى شعار النبالة لجزيرة مان (التي كانت مستعمرة الفايكنج سابقا).
في بلاد فارس وشبه الجزيرة العربية، كان يُرى الغُراب كطائر نذير شؤم، لكن يشير عمل عربي من القرن الرابع عشر إلى استخدام الغُراب في الصيد بالصقور.
اشتق اسم «Raven» الحديث للجنسين من الكلمة الإنجليزية «raven». كاسم مذكر، يوازي «Raven» الاسم القديم الاسكندنافي « Hrafn»، والإنجليزية القديمة « Hræfn»، والتي كانت على حد سواء أسماء مستعارة وأسماء شخصية.

### في الأساطير

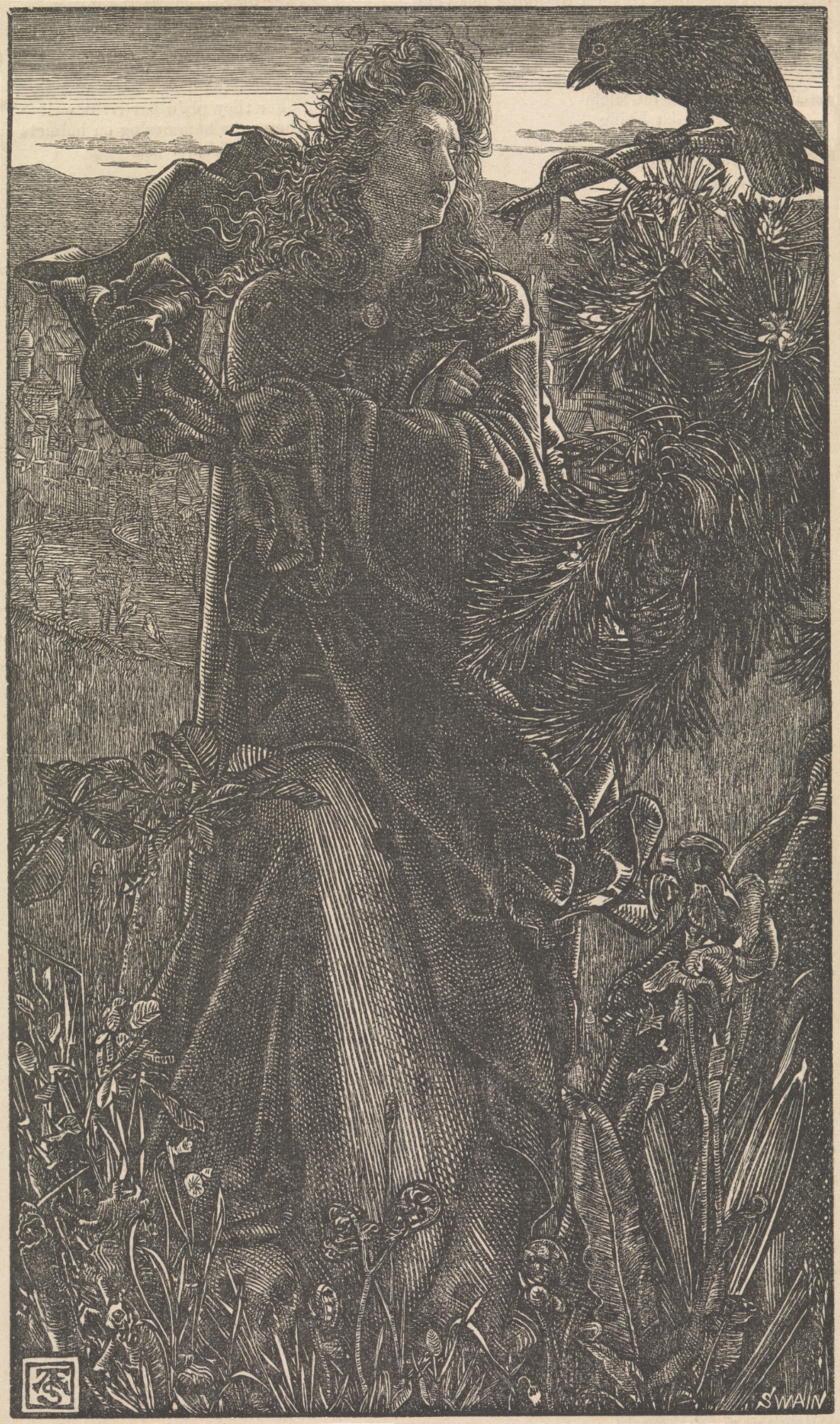
تتحدث فالكيري مع غُراب في رسم توضيحي يعود للقرن التاسع عشر للقصيدة الإسكندنافية القديمة هرافنسمال «(أغنية الغراب)» لفريدريك سانديز.

في ثقافتي تلينغيت وهايدا، اعتُبِرَ الغُراب إلهًا محتالًا وخالقًا وانتشرت المعتقدات ذات الصلة بين شعوب سيبيريا وشمال شرق آسيا، على سبيل المثال كان فإن شبه جزيرة كامشاتكا يُفترض أن تكون من صنع الإله الغُراب كوتخ. هُناك العديد من الإشارات إلى الغربان المألوفة في العهد القديم من الكتاب المقدس وهي جانب من جوانب ماهاكالا في الأساطير البوتانية.
في الميثولوجيا الإسكندنافية، يعتبر هاجين (من اللغة الإسكندنافية القديمة لـ«الفكر») ومونين (من اللغة الإسكندنافية القديمة «للذاكرة» أو «العقل») زوجًا من الغربان التي تطير في جميع أنحاء عالم البشر المسمى مدكارد، وتجلب معلومات الإله أودين. بالإضافة إلى ذلك، تم حمل راية الغراب بين الاسكندنافيين من قِبَل شخصيات مثل ايرلات أوركني، والملك كنوت العظيم في إنجلترا، والنرويج والدنمارك، وهارلد الثالث ملك النرويج. في الجزر البريطانية، كانت الغربان أيضًا رمزًا للكلت. وفي الأساطير الأيرلندية، نزلت الإلهة موريجان على كتف البطل كوخولين على شكل غُراب بعد وفاته. في الأساطير الويلزية، ارتبطت الغربان بالإله الويلزي بران المبارك، الذي يُترجم اسمه إلى «الغراب». وفقًا للمابينوغون، تم دفن رأس بران في منطقة وايت هيل في لندن كتعويذة ضد الغزو.

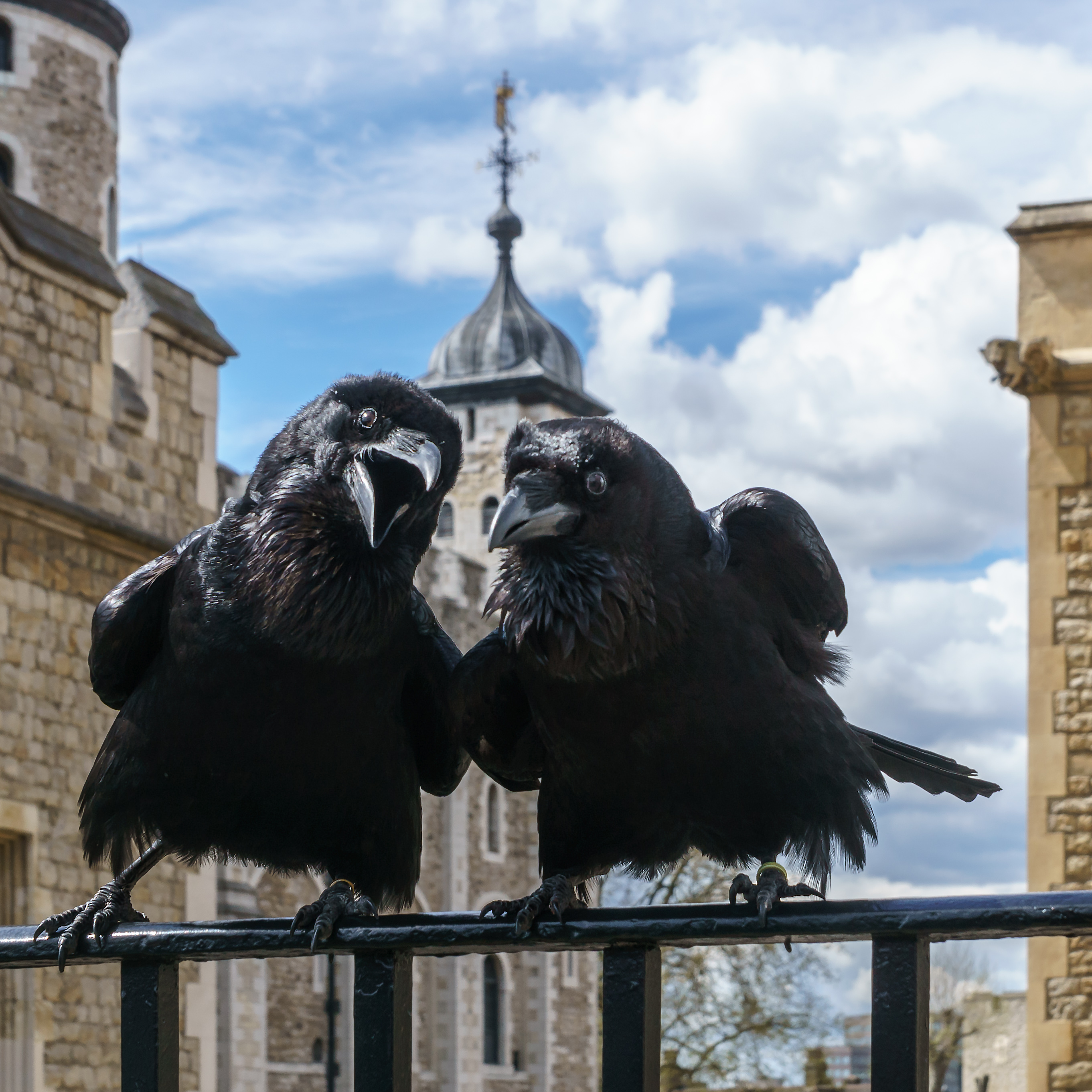
الغربان في برج لندن.

تطورت أسطورة مفادها أن إنجلترا لن تسقط في يد غازي أجنبي طالما هُناك غُربان في برج لندن؛ على الرغم من أن هذا يُعتقد أنه معتقد قديم، إلا أن مؤرخ برج لندن الرسمي، جيف بارنيل، يعتقد أن هذا في الواقع اختراع فيكتوري رومانتيكي.

### الغُراب في الدين
في التقاليد اليهودية والمسيحية والإسلامية، كان الغُراب أول حيوان يُطلق من سفينة نوح. «لذلك حدث، في نهاية الأربعين يومًا، أن نوح فتح نافذة الفلك التي صنعها. ثم أرسل غرابًا يتنقل ذهابًا وإيابًا حتى جفت المياه من الأرض، كما أرسل من نفسه حمامة ليرى ما إذا كانت المياه قد انحسرت عن وجه الأرض.» ذُكر الغُراب 12 مرة في الكتاب المقدس. في العهد الجديد، يروي يسوع مثلًا باستخدام الغُراب لإظهار كيف يجب أن يعتمد الناس على الله لاحتياجاتهم وليس ثرواتهم (لوقا 12:24). كما ورد ذكر الغُراب في القرآن في قصة قابيل وهابيل بسورة المائدة، حيث قتل قابيل ابن آدم البكر أخاه هابيل، لكنه لا يعلم ما يصنع بالجثة: «فَبَعَثَ اللَّهُ غُرَابًا يَبْحَثُ فِي الْأَرْضِ لِيُرِيَهُ كَيْفَ يُوَارِي سَوْءَةَ أَخِيهِ ۚ قَالَ يَا وَيْلَتَا أَعَجَزْتُ أَنْ أَكُونَ مِثْلَ هَٰذَا الْغُرَابِ فَأُوَارِيَ سَوْءَةَ أَخِي ۖ فَأَصْبَحَ مِنَ النَّادِمِينَ (31)» فتعلم منه دفن الموتى.

### الثَّقافةُ الشَّعبِيَّةُ
وصفهُ الجاحظ في كتابه الحيوان قائلاً: «الغراب من لئام الطير وليس من كرامها ولا من أحرارها، ومن شأنه أكل الجيف والقمامات.» ويضيف: «والغراب خبيث ملتوي الذمة لا عهد له، فقد أرسله نوح -عليه السلام- يستطلع ما ظهر من الأرض، فوقع على جيفة فأقام عليها ولم يعد إلى السفينة.»

### الأدبُ العربِيُّ
ذكره النابغة الذبياني في شعره:
حيثُ يرى النابغة أن نعيب الغراب شؤم وفراق لمن يحب.
ورد ذكره في قصيدة بعنوان «الغراب والبلبل» للشاعر إيليا أبو ماضي، كمقارنة بينه وبين البلبل:

## معرض الصُّور

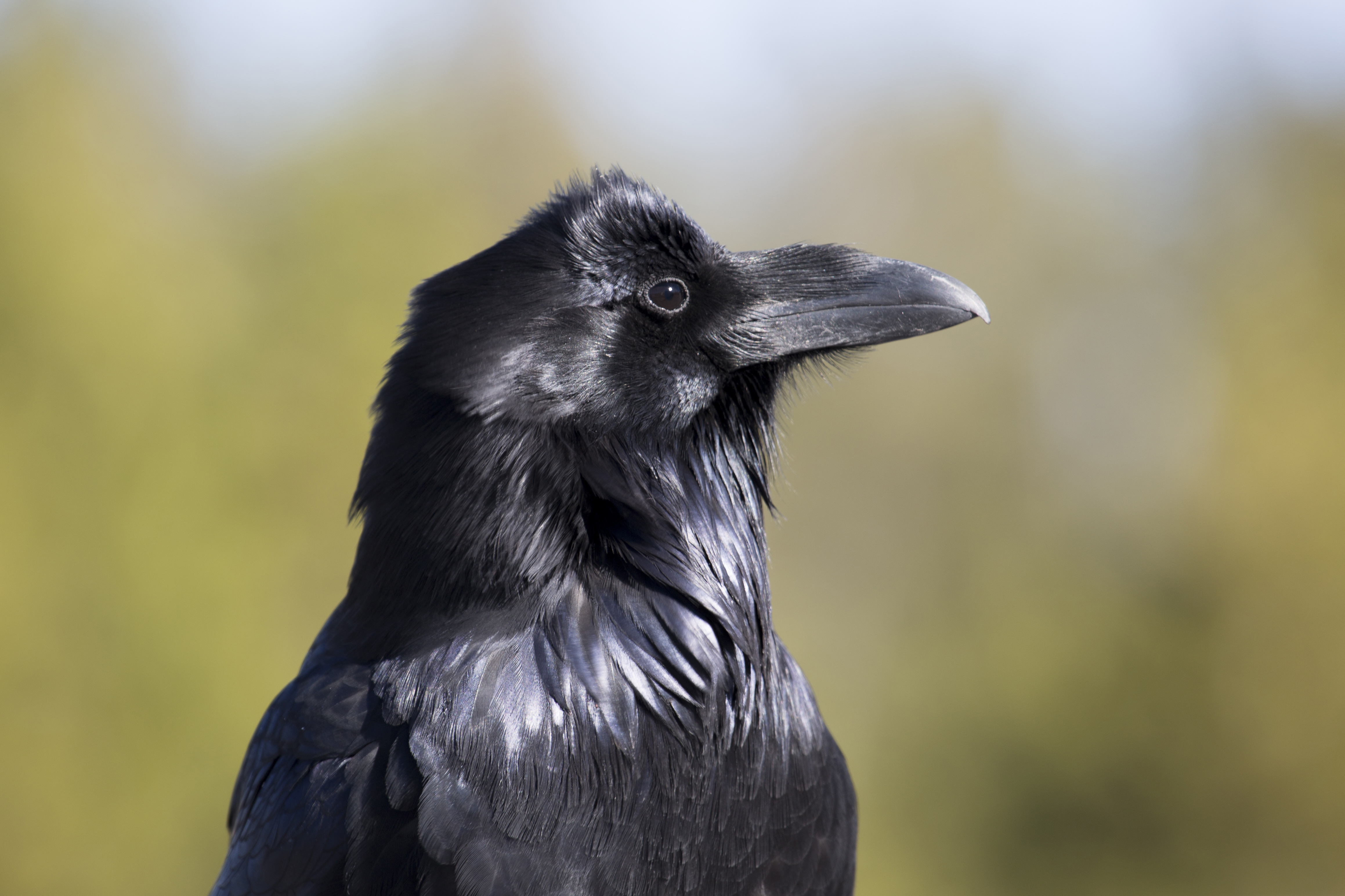
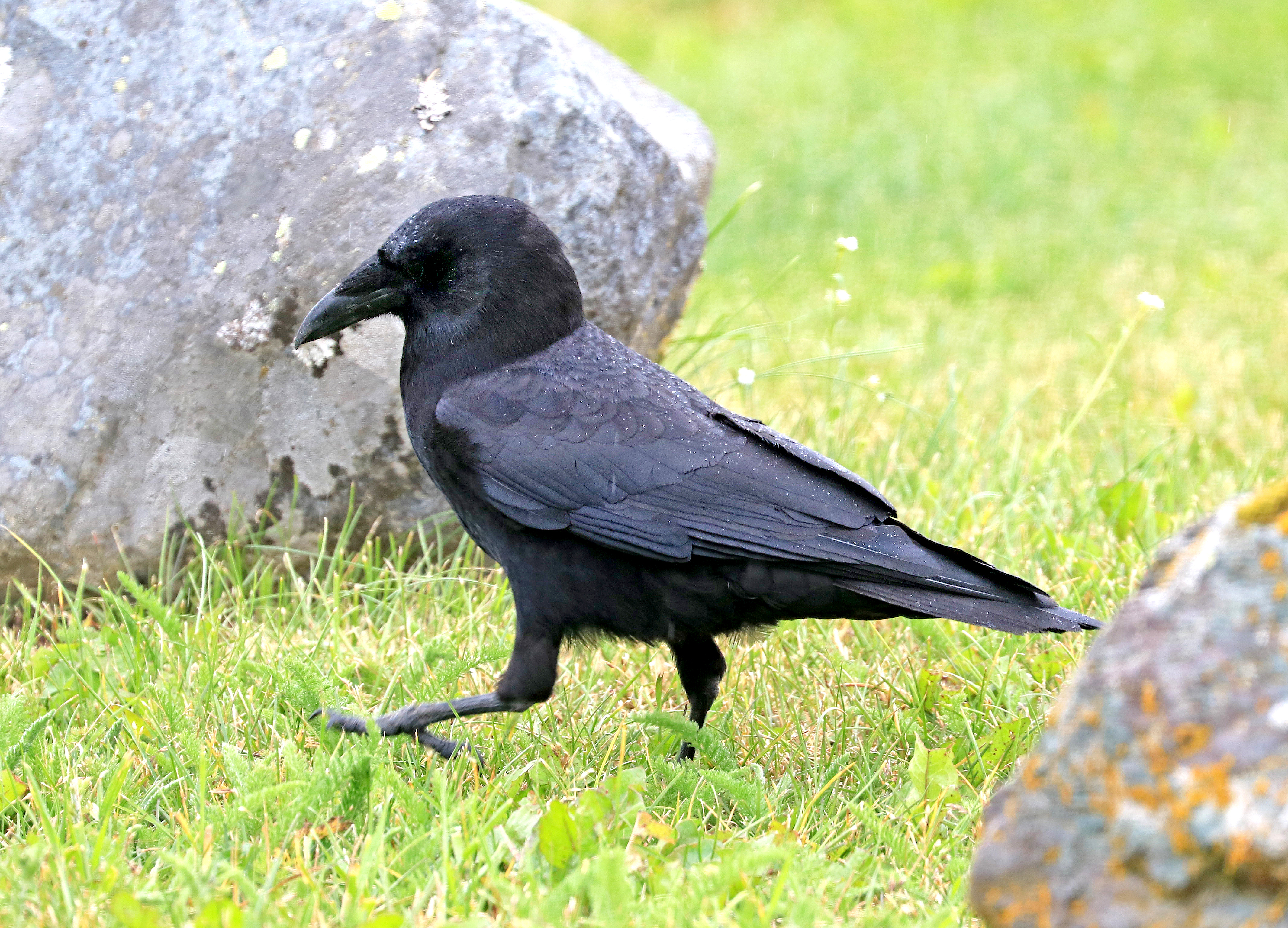
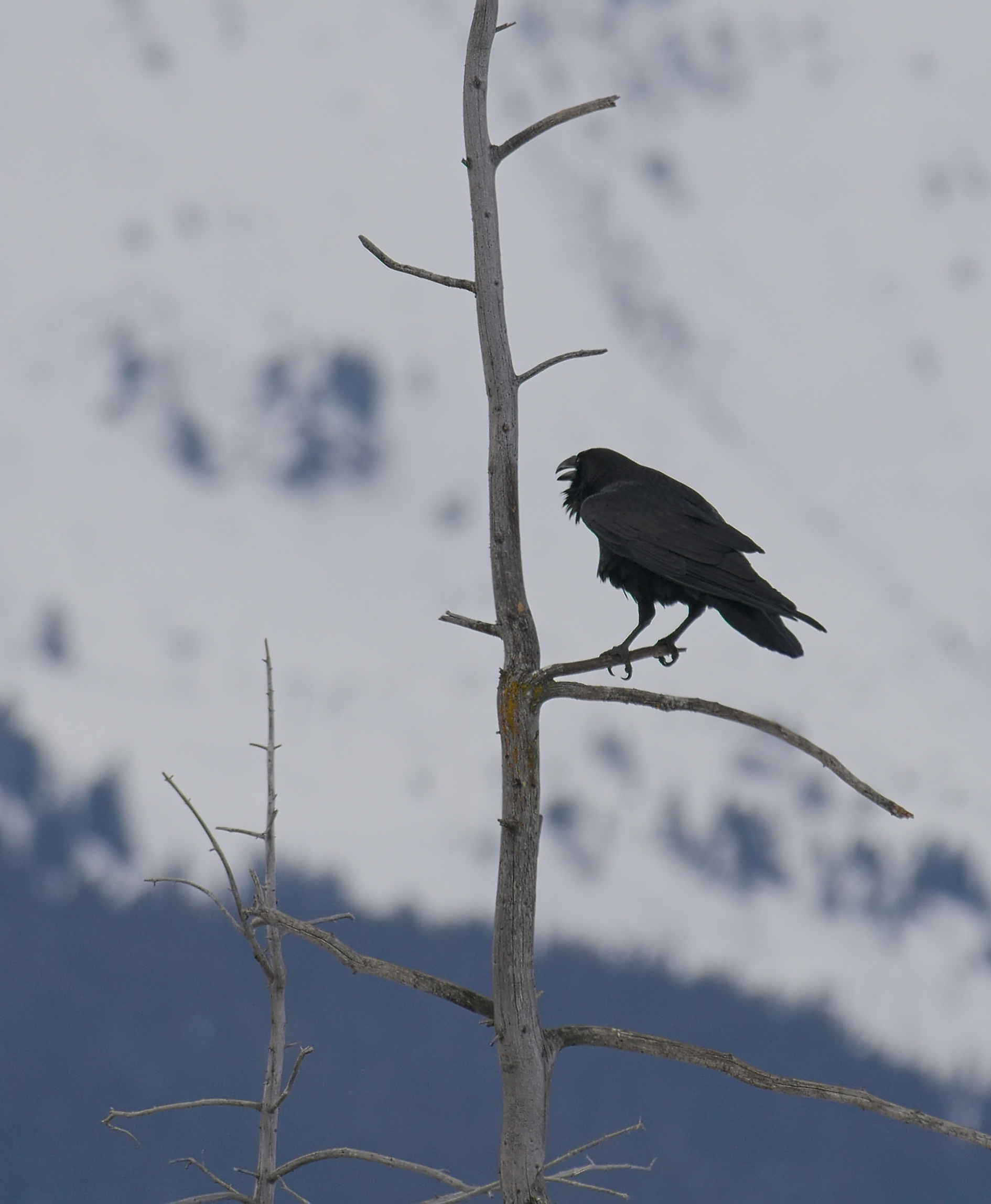
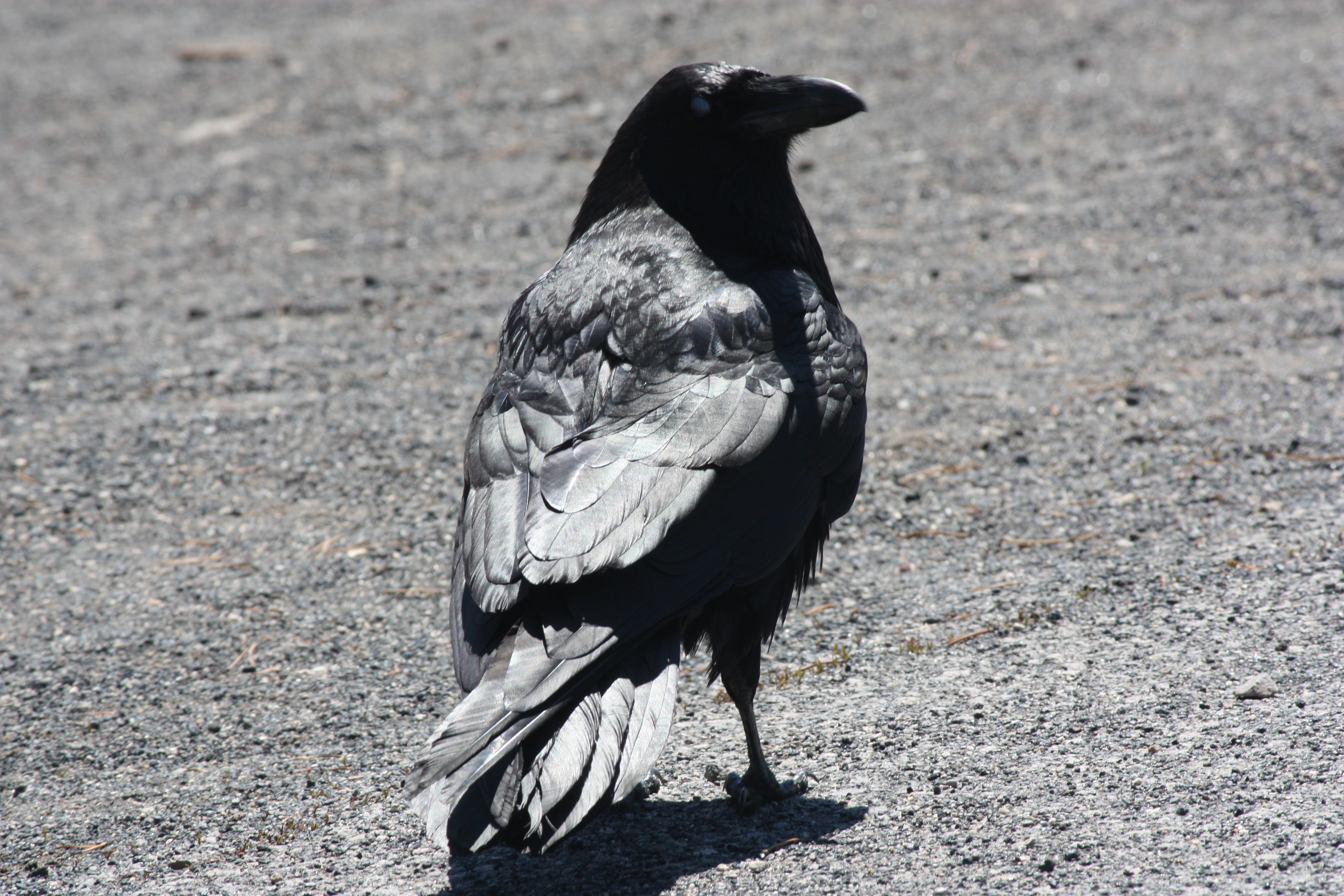
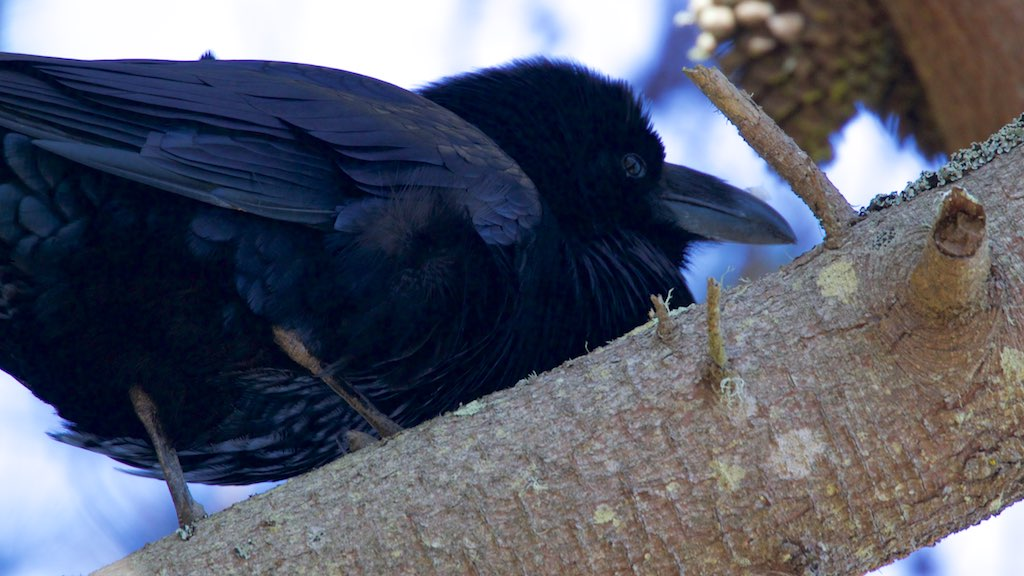
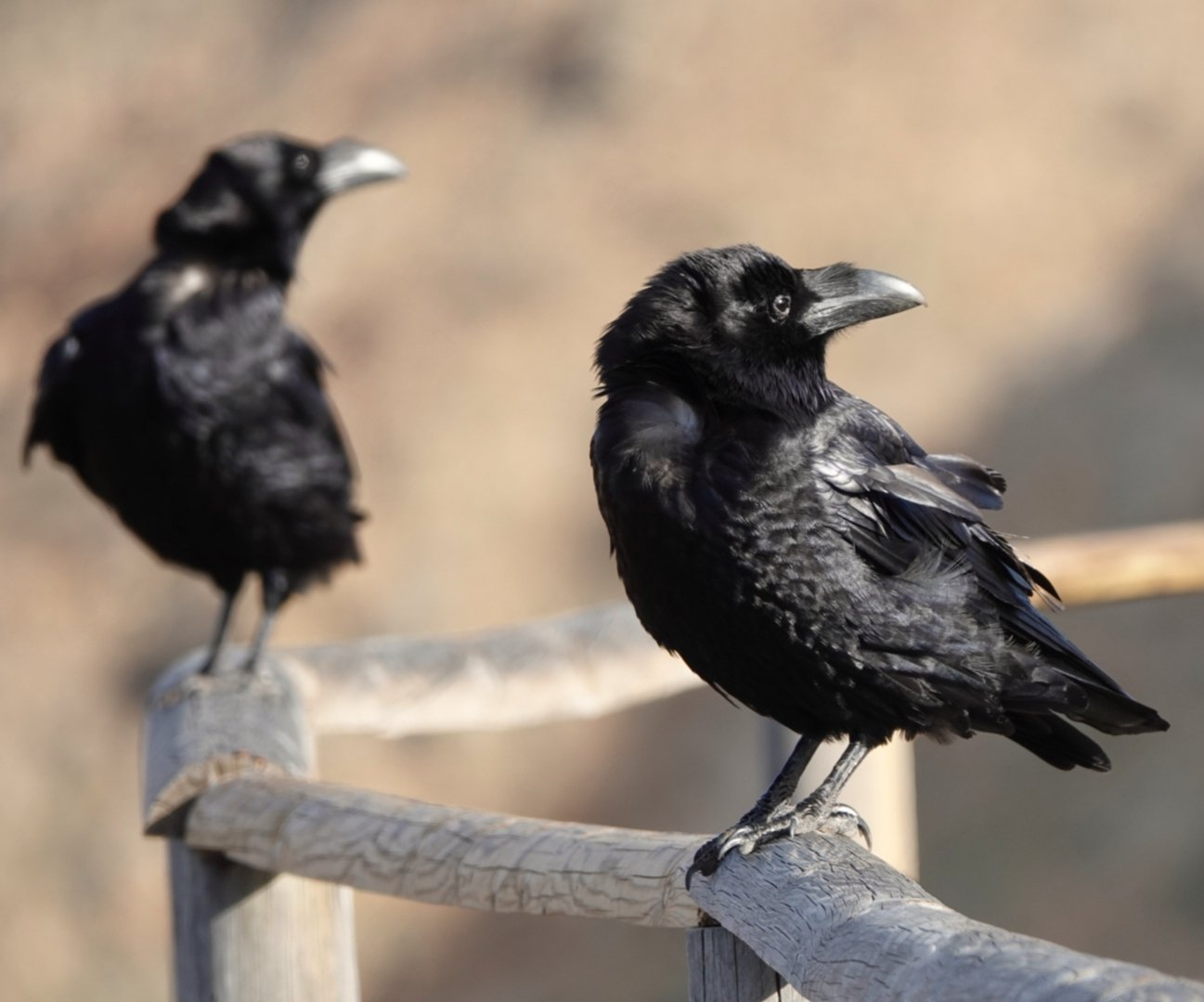
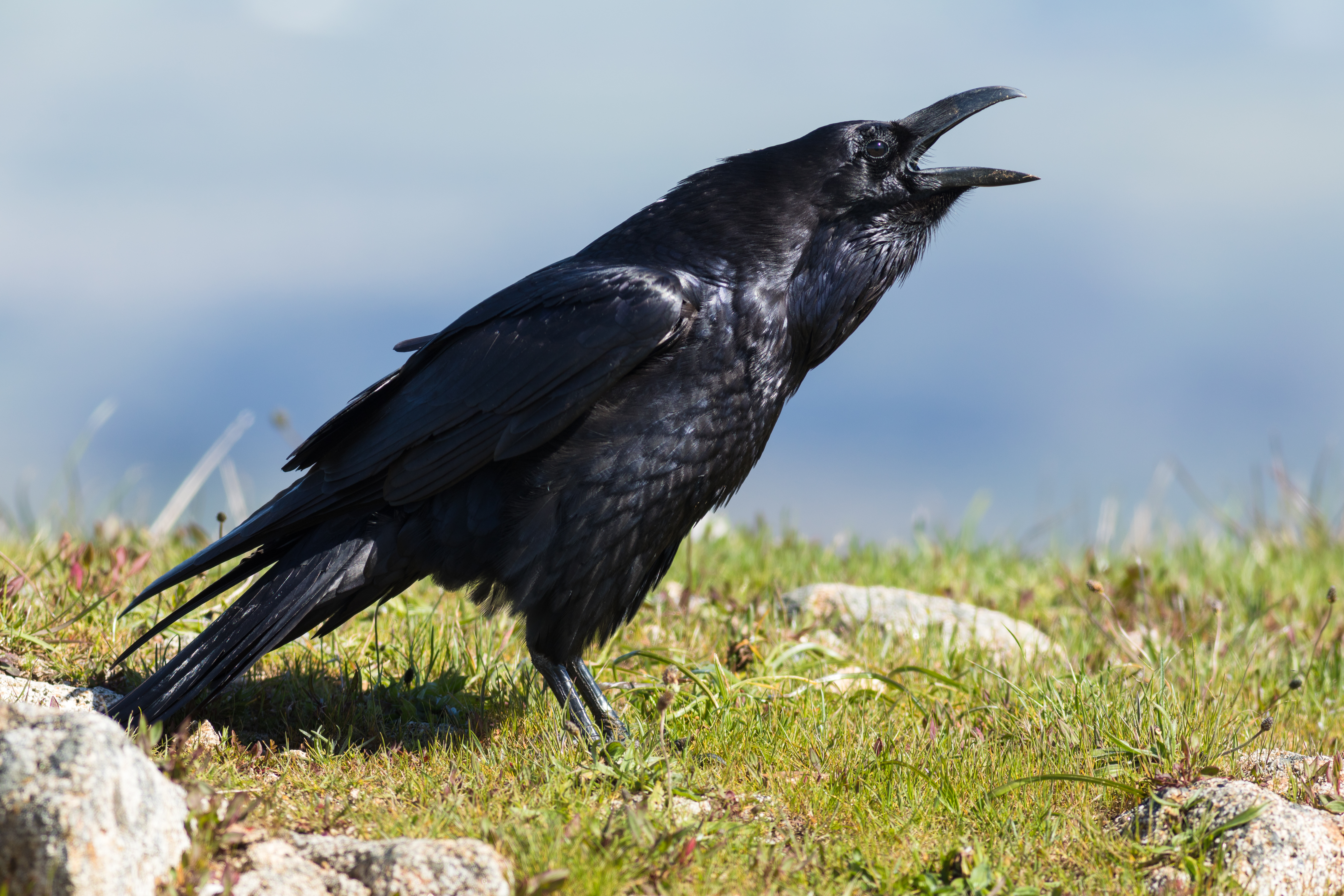

### مقاطع فيديو
- أنثين من الغربان المالوفة.
- غُراب مألوف في الأسر.

### فهرس المراجع

#### بِاللُغة الإنكليزية
1. ↑  The IUCN Red List of Threatened Species 2021.3 (بالإنجليزية), 9 Dec 2021, QID:Q110235407
2. 1 2  IOC World Bird List Version 6.3 (بالإنجليزية), 21 Jul 2016, DOI:10.14344/IOC.ML.6.3, QID:Q27042747
3. ↑  IOC World Bird List. Version 7.2 (بالإنجليزية), 22 Apr 2017, DOI:10.14344/IOC.ML.7.2, QID:Q29937193
4. ↑  World Bird List: IOC World Bird List (بالإنجليزية) (6.4th ed.), International Ornithologists' Union, 2016, DOI:10.14344/IOC.ML.6.4, QID:Q27907675
5. 1 2  Australian Bird and Bat Banding Scheme Satin Bowerbird نسخة محفوظة 24 سبتمبر 2015 على موقع واي باك مشين.
6. 1 2  "Los cuervos pueden ser tan inteligentes como un niño de tres años". 26 أبريل 2016. مؤرشف من الأصل في 2020-09-27.
7. ↑  Jones، Noragh (1995). Power of Raven, Wisdom of Serpent. Floris Books. ISBN:978-0-940262-66-9.
8. ↑  Linnaeus, Carl (1758). Systema naturae per regna tria naturae, secundum classes, ordines, genera, species, cum characteribus, differentiis, synonymis, locis. Tomus I. Editio decima, reformata (باللاتينية). Holmiae. (Laurentii Salvii). p. 105. C. ater, dorso caerulescente, cauda subrotundata.
9. ↑  Goodwin, p. 144
10. ↑  Simpson، D. P. (1979). Cassell's Latin Dictionary (ط. 5th). London: Cassell Ltd. ص. 155. ISBN:978-0-304-52257-6.
11. ↑  κόραξ. هنري جورج ليدل؛ روبرت سكوت؛ A Greek–English Lexicon في مشروع بيرسيوس.
12. ↑  "Raven". Online Etymology Dictionary. مؤرشف من الأصل في 2017-06-28. اطلع عليه بتاريخ 2007-05-14.
13. ↑  "Baltimore Bird Club. Group Name for Birds: A Partial List". مؤرشف من الأصل في 2020-08-20. اطلع عليه بتاريخ 2007-06-03.
14. ↑  Linnaeus, C (1758). Systema naturae per regna tria naturae, secundum classes, ordines, genera, species, cum characteribus, differentiis, synonymis, locis. Tomus I. Editio decima, reformata (باللاتينية). Holmiae. (Laurentii Salvii). p. 105. Archived from the original on 19 مارس 2015. C. atro-caerulescens, cauda rotundata: rectricibus acutis.
15. ↑  "University of California Golf Club. List of Collective Nouns". مؤرشف من الأصل في 2010-02-13. اطلع عليه بتاريخ 2008-07-16.
16. ↑  Goodwin, pp. 70–72
17. ↑  Marzluff, J. M. (2009). "Common Raven (Corvus corax)". pp. 638–639 in Handbook of the Birds of the World. Bush-shrikes to Old World Sparrows. del Hoyo, J., Elliott, A. and Christie, D. A. (eds.). Lynx Edicions, Barcelona. (ردمك 978-84-96553-50-7)
18. ↑  Clements, J. F. (2007). The Clements Checklist of the Birds of the World. 6th edition. Christopher Helm. (ردمك 978-0-7136-8695-1)
19. ↑  Rasmussen, PC؛ Anderton, JC (2005). Birds of South Asia: The Ripley Guide. Volume 2. Smithsonian Institution & Lynx Edicions. ص. 600–601.
20. ↑  Dickinson, E.C.؛ Dekker, R.W.R.J.؛ Eck, S.؛ Somadikarta, S. (2004). "Systematic notes on Asian birds. 45. Types of the Corvidae". Zool. Verh. Leiden. ج. 350: 111–148. مؤرشف من الأصل (PDF) في 2019-12-14.
21. ↑  Ali, S؛ S D Ripley (1986). Handbook of the birds of India and Pakistan (ط. 2nd). Oxford University Press. ج. 5. ص. 261–265.
22. ↑  Eates, KR (1939). "The distribution and nidification of the Indian (Punjab) Raven (Corvus corax laurencei Hume) in Sind". Journal of the Bombay Natural History Society. ج. 40 ع. 4: 747–750. مؤرشف من الأصل في 2020-09-28.
23. ↑  Marzluff and Angell, p. 86
24. ↑  Omland KE؛ Tarr CL؛ Boarman WI؛ Marzluff JM؛ Fleischer RC (2000). "Cryptic genetic variation and paraphyly in ravens". Proceedings of the Royal Society B. ج. 267 ع. 1461: 2475–2482. DOI:10.1098/rspb.2000.1308. PMC:1690844. PMID:11197122.
25. ↑  US Geological Survey. "California Ravens Are a Breed Apart". مؤرشف من الأصل في 2020-09-28. اطلع عليه بتاريخ 2007-05-11.
26. ↑  Feldman، Christopher R.؛ Omland, Kevin E. (مارس 2005). "Phylogenetics of the common raven complex (Corvus: Corvidae) and the utility of ND4, COI and intron 7 of the β-fibrinogen gene in avian molecular systematics". Zoologica Scripta. ج. 34 ع. 2: 145–156. DOI:10.1111/j.1463-6409.2005.00182.x.
27. ↑  Marzluff and Angell, pp. 86–87
28. ↑  Webb، William C.؛ Marzluff، John M.؛ Omland، Kevin E. (2011). "Random interbreeding between cryptic lineages of the Common Raven: evidence for speciation in reverse". Molecular Ecology. ج. 20 ع. 11: 2390–2402. DOI:10.1111/j.1365-294X.2011.05095.x. PMID:21518060.
29. 1 2  Baker، Jason M.؛ Omland, Kevin E. (يناير 2006). "Canary Island Ravens Corvus corax tingitanus have distinct mtDNA". Ibis. ج. 148 ع. 1: 174–178. DOI:10.1111/j.1474-919X.2006.00493.x.
30. ↑  Svensson، Lars؛ Mullarney، Killian؛ Zetterström، Dan (2015). Le guide ornitho: le guide le plus complet des oiseaux d'Europe, d'Afrique du Nord et du Moyen-Orient [The birding guide: The most comprehensive guide of birds from Europe, North Africa and the Middle East]. French: Éditions Delachaux et Niestlé.
31. ↑  Common Raven. Nature.ca. Retrieved on 2012-12-19. نسخة محفوظة 2020-09-28 على موقع واي باك مشين.
32. ↑  Raven. Garden-birds.co.uk (2010-07-01). Retrieved on 2012-12-19. نسخة محفوظة 2020-09-28 على موقع واي باك مشين.
33. ↑  Common Raven. Geobirds.com. Retrieved on 2012-12-19. نسخة محفوظة 2020-09-28 على موقع واي باك مشين.
34. ↑  Boarman، William I.؛ Heinrich، Bernd (1999). Poole، A.؛ Gill، F. (المحررون). "Common Raven (Corvus corax)". Birds of North America. ج. 476: 1–32. DOI:10.2173/bna.476.
35. ↑  Common Raven. Oiseaux-birds.com. Retrieved on 2012-12-19. نسخة محفوظة 2020-09-28 على موقع واي باك مشين.
36. ↑  Goodwin, pp. 138–139
37. ↑  Elliot, R. D. (1977). "Hanging behavior in Common Ravens". Auk. ج. 94 ع. 4: 777–778. DOI:10.2307/4085278. JSTOR:4085278. مؤرشف من الأصل في 2019-12-14.
38. ↑  Schwan، M. W.؛ Williams، D. D. (1978). "Temperature regulation in the common raven of interior Alaska". Comparative Biochemistry and Physiology A. ج. 60: 31–36. DOI:10.1016/0300-9629(78)90033-6.
39. ↑  Linz, G. M., Knittle, C. E. and Johnson, R. E. (1990). Ecology of corvids in the vicinity of the Aliso Creek California Least Tern colony, Camp Pendelton, California. U.S. Dept. of Agric., North Dakota Field Stn. North Dakota State Univ., Fargo.
40. ↑  Oberholser, Harry C. (1918). "The Common Ravens of North America". The Ohio Journal of Science. ج. 18 ع. 6: 213–225. hdl:1811/1993.
41. ↑  Anonymous. (2013) "Corvus corax – Linnaeus, 1758 (Common Raven)" in Deomurari, A.N. (Compiler), 2010. AVIS-IBIS (Avian Information System – Indian BioDiversity Information System) v. 1.0. Foundation For Ecological Security, India نسخة محفوظة 5 أكتوبر 2021 على موقع واي باك مشين.
42. ↑  Goodwin, p. 138
43. ↑  Boarman, William I. and Heinrich, Bernd (1999) Common Raven (Corvus corax), The Birds of North America Online (A. Poole, Ed.). Ithaca: Cornell Lab of Ornithology. نسخة محفوظة 5 أغسطس 2016 على موقع واي باك مشين.
44. ↑  Droste, Ferdinand Baron von (1869). "Vogelfauna der Färöer (Färöernes Fuglefauna af Sysselmaand Müller 1862.) Aus dem Dänischen übersetzt und mit Anmerkungen versehen. Teil 1". Journal of Ornithology (بالألمانية). 17 (2): 107–118. DOI:10.1007/BF02261546. S2CID:43875817.
45. ↑  Dearing, Stephanie (5 يوليو 2010). "Another rare white raven born this year on Canadian beach". Digital Journal. مؤرشف من الأصل في 2019-12-14. اطلع عليه بتاريخ 2014-11-07.
46. ↑  Gwinner, E. (1964). "Untersuchungen über das ausdrucks und Sozialverhalten des Kolkraben (Corvus corax L.)". Zeitschrift für Tierpsychologie (بالألمانية). 21 (6): 657–748. DOI:10.1111/j.1439-0310.1964.tb01212.x.
47. ↑  Goodwin, p. 142
48. ↑  Goodwin, p. 70
49. ↑  Madge، Steve (1999) [1994]. Crows and jays : a guide to the crows, jays and magpies of the world. Helm Identification Guides. London: Christopher Helm. ISBN:978-0-7136-3999-5.
50. ↑  "Common Raven". Audubon Society of Portland. 2012. مؤرشف من الأصل في 2020-09-29. اطلع عليه بتاريخ 2012-11-06.
51. ↑  Hingston, R W G (1927). "Bird notes from the Mount Everest expedition of 1924". Journal of the Bombay Natural History Society. ج. 32 ع. 2: 320–329. مؤرشف من الأصل في 2020-09-29.
52. ↑  Salomonsen، Finn (1950). Grønlands Fugle [Birds of Greenland]. Copenhagen: Munksgaard.
53. ↑  Vere Benson، S. (1972). The Observer's Book of Birds. London: Frederick Warne & Co. Ltd. ISBN:978-0-7232-1513-4. مؤرشف من الأصل في 2022-06-23.
54. ↑  "Common raven (Corvus corax)". The National Bird Project. مؤرشف من الأصل في 2020-09-29. اطلع عليه بتاريخ 2016-12-31.
55. ↑  Temple، Stanley. "Winter Food Habits of Ravens on the Arctic Slope of Alaska" (PDF). مؤرشف من الأصل (PDF) في 2020-09-29. اطلع عليه بتاريخ 2016-12-31.
56. ↑  "Tulugaq – Raven". Canada's Arctic. مؤرشف من الأصل في 2020-09-29. اطلع عليه بتاريخ 2016-12-31.
57. ↑  Goodwin, p. 139
58. ↑  Ewins، P. J.؛ Dymond، J. N.؛ Marquiss، M. (1986). "The distribution, breeding and diet of Ravens Corvus corax in Shetland". Bird Study. ج. 33 ع. 2: 110–116. DOI:10.1080/00063658609476906.
59. ↑  Cockrem، J. F. (2007). "Stress, corticosterone responses and avian personalities". Journal of Ornithology. ج. 148: 169–178. DOI:10.1007/s10336-007-0175-8. S2CID:9578614.
60. ↑  Boal, C. W. (1993). Northern goshawk diets in ponderosa pine forests in northern Arizona (Masters of Science Thesis). University of Arizona.
61. ↑  Murie, O. J. (1940). "Food habits of the northern Bald Eagle in the Aleutian Islands, Alaska". Condor. ج. 42 ع. 4: 198–202. DOI:10.2307/1363948. JSTOR:1363948. مؤرشف من الأصل في 2019-12-14.
62. ↑  Olendorff, R. R. (1976). "The food habits of North American golden eagles". American Midland Naturalist. ج. 95 ع. 1: 231–236. DOI:10.2307/2424254. JSTOR:2424254.
63. ↑  Young, L. S.؛ Engel, K. A. (1988). Implications of communal roosting by Common Ravens to operation and maintenance of Pacific Power and Light Company's Malin to Midpoint 500 kV transmission line. Boise, ID: U.S. Dept. of the Interior, Bureau of Land Manage.
64. ↑  Malafosse, J. (1985). "Quelques données sur le Hibou grand-duc (Bubo bubo) dans le département de la Lozère de 1978 à 1984" (PDF). Le Grand-Duc. ج. 26: 26–32. مؤرشف من الأصل (PDF) في 2019-12-14.
65. ↑  Wille, F.؛ Kampp, K. (1983). "Food of the white-tailed eagle Haliaeetus albicilla in Greenland". Ecography. ج. 6 ع. 1: 81–88. DOI:10.1111/j.1600-0587.1983.tb01068.x. {{استشهاد بدورية محكمة}}: تجاهل المحلل الوسيط |last-author-amp= لأنه غير معروف، ويقترح استخدام |name-list-style= (مساعدة)
66. ↑  Utekhina, I.؛ Potapov, E.؛ McGrady, M. J. (2000). "Diet of the Steller's Sea Eagle in the northern Sea of Okhotsk". First Symposium on Steller's and White-tailed Sea Eagles in East Asia. Tokyo, Japan: Wild Bird Society of Japan. ص. 71–92. {{استشهاد بكتاب}}: تجاهل المحلل الوسيط |last-author-amp= لأنه غير معروف، ويقترح استخدام |name-list-style= (مساعدة)
67. ↑  Chavko, J.؛ Danko, Š.؛ Obuch, J.؛ Mihók, J. (2007). "The food of the Imperial Eagle (Aquila heliaca) in Slovakia". Slovak Raptor Journal. ج. 1: 1–18. DOI:10.2478/v10262-012-0001-y. S2CID:85142585. {{استشهاد بدورية محكمة}}: تجاهل المحلل الوسيط |last-author-amp= لأنه غير معروف، ويقترح استخدام |name-list-style= (مساعدة)
68. ↑  Jenkins, M. A. (1978). "Gyrfalcon nesting behavior from hatching to fledging". Auk. ج. 95 ع. 1: 122–127. DOI:10.2307/4085502. JSTOR:4085502. مؤرشف من الأصل في 2019-12-14.
69. ↑  "Oregon Zoo Animals: Common Raven". Oregon Zoo. مؤرشف من الأصل في 2007-04-29. اطلع عليه بتاريخ 2007-05-19.
70. ↑  Savage, p. 35
71. ↑  Gwinner, Eberhard (Apr 1965). "Beobachtungen über Nestbau und Brutpflege des Kolkraben (Corvus corax L.) in Gefangenschaft". Journal of Ornithology (بالألمانية). 106 (2): 145–178. DOI:10.1007/BF01793758. S2CID:22796437.
72. ↑  Goodwin, p. 141
73. ↑  Berg R، Dewey T (1999). "Corvus corax". Animal Diversity Web. University of Michigan. مؤرشف من الأصل في 2011-05-17. اطلع عليه بتاريخ 2008-06-03.
74. ↑  Janes، Stewart W. (1976). "The apparent use of rocks by a raven in nest defense" (PDF). Condor. ج. 78 ع. 3: 409. DOI:10.2307/1367704. JSTOR:1367704. مؤرشف من الأصل (PDF) في 2016-03-04. اطلع عليه بتاريخ 2009-03-26.
75. ↑  "European Longevity Records". European Union for Bird Ringing. مؤرشف من الأصل في 2020-10-01. اطلع عليه بتاريخ 2011-04-05.
76. ↑  Nogales، Manuel؛ Hernández, Elizabeth C. (1997). "Diet of Common Ravens on El Hierro, Canary Islands" (PDF). Journal of Field Ornithology. ج. 68 ع. 3: 382–391. مؤرشف من الأصل (PDF) في 2019-12-14. اطلع عليه بتاريخ 2007-05-16.
77. ↑  Temple، Stanley A. (مارس 1974). "Winter food habits of Ravens on the Arctic Slope of Alaska" (PDF). Arctic. ج. 27 ع. 1: 41–46. DOI:10.14430/arctic2851. مؤرشف من الأصل (PDF) في 2020-09-29. اطلع عليه بتاريخ 2014-11-07.
78. ↑  Nelson، A.L. (يناير 1934). "Some early summer food preferences of the American Raven in southeastern Oregon" (PDF). Condor. ج. 36 ع. 1: 10–15. DOI:10.2307/1363515. JSTOR:1363515. مؤرشف من الأصل (PDF) في 2019-12-14. اطلع عليه بتاريخ 2007-05-16.
79. ↑  Gaston، A.J.؛ Elliot, R.D. (1996). "Predation by Ravens Corvus corax on Brunnich's Guillemot Uria lomvia eggs and chicks and its possible impact on breeding site selection". Ibis. ج. 138 ع. 4: 742–748. DOI:10.1111/j.1474-919X.1996.tb08831.x.
80. ↑  Careau، Vincent؛ Lecomte, Nicolas؛ Giroux, Jean-François؛ Berteaux, Dominique (يناير 2007). "Common ravens raid arctic fox food caches". Journal of Ethology. ج. 25 ع. 1: 79–82. DOI:10.1007/s10164-006-0193-7. S2CID:23425485.
81. ↑  Stahler، Daniel؛ Heinrich, Bernd؛ Smith, Douglas (أغسطس 2002). "Common ravens, Corvus corax, preferentially associate with grey wolves, Canis lupus, as a foraging strategy in winter". Animal Behaviour. ج. 64 ع. 2: 283–290. DOI:10.1006/anbe.2002.3047. S2CID:53176223.
82. ↑  Snyder، Noel F. R.؛ Ramey، Rob R.؛ Sibley، Fred C (1986). "Nest-site Biology of the California Condor" (PDF). The Condor. ج. 88 ع. 2: 228–241. DOI:10.2307/1368920. JSTOR:1368920. مؤرشف من الأصل (PDF) في 2019-12-14.
83. ↑  Kristan، William B.؛ Boarman, William I.؛ Crayon, John J. (مارس 2004). "Diet composition of common ravens across the urban-wildland interface of the West Mojave Desert" (PDF). Wildlife Society Bulletin. ج. 32 ع. 1: 244–253. DOI:10.2193/0091-7648(2004)32[244:DCOCRA]2.0.CO;2. مؤرشف من الأصل (PDF) في 2019-12-14.
84. ↑  Engel، Kathleen A.؛ Young, Leonard S. (مايو 1989). "Spatial and temporal patterns in the diet of Common Ravens in southwestern Idaho" (PDF). Condor. ج. 91 ع. 2: 372–378. DOI:10.2307/1368316. JSTOR:1368316. مؤرشف من الأصل (PDF) في 2019-12-14. اطلع عليه بتاريخ 2005-05-16.
85. ↑  Heinrich، Bernd (1989). Ravens in Winter. New York: Summit Books. ISBN:978-0-671-67809-8. مؤرشف من الأصل في 2020-10-05.
86. ↑  Heinrich, B. (1999). Mind of the Raven: Investigations and Adventures with Wolf-Birds pp. 119–120. New York: Cliff Street Books. (ردمك 978-0-06-093063-9)
87. ↑  Heinrich، Bernd (1988). "Winter foraging at carcasses by three sympatric corvids, with emphasis on recruitment by the raven, Corvus corax". Behavioral Ecology and Sociobiology. ج. 23 ع. 3: 141–156. DOI:10.1007/BF00300349. S2CID:10471307.
88. ↑  Bickerton, Derek (2009). Adam's Tongue. Hill and Wang. (ردمك 978-0-8090-2281-6)
89. ↑  Heinrich، Bernd (1995). "An Experimental Investigation of Insight in Common Ravens (Corvus corax)" (PDF). The Auk. ج. 112 ع. 4: 994–1003. DOI:10.2307/4089030. JSTOR:4089030. مؤرشف من الأصل (PDF) في 2019-12-14. اطلع عليه بتاريخ 2007-05-16.
90. ↑  Bugnyar، Thomas؛ Kotrschal، Kurt (2004). "Leading a conspecific away from food in ravens (Corvus corax)?" (PDF). Animal Cognition. ج. 7 ع. 2: 69–76. DOI:10.1007/s10071-003-0189-4. PMID:15069605. S2CID:6590368. مؤرشف من الأصل (PDF) في 2015-09-28.
91. ↑  "PBS Nature: The Bird in Black". بي بي إس. مؤرشف من الأصل في 2008-07-17. اطلع عليه بتاريخ 2007-05-07.
92. ↑  Rozell، Ned. "The Raven's Game of Hide and Seek". Alaska Science Forum. Geophysical Institute, University of Alaska Fairbanks. مؤرشف من الأصل في 2007-06-11. اطلع عليه بتاريخ 2007-05-07.
93. ↑  Marzluff and Angell, p. 230
94. ↑  Marzluff and Angell, p. 232
95. ↑  Kijne, M.؛ Kotrschal, K (2002). "Neophobia affects choice of food-item size in group-foraging common ravens (Corvus corax)". Acta Ethologica. ج. 5 ع. 1: 13–18. DOI:10.1007/s10211-002-0061-6. S2CID:39984855.
96. ↑  Savage, pp. 70–71
97. ↑  Savage, p. 76
98. ↑  Heinrich, B. (1999). Mind of the Raven: Investigations and Adventures with Wolf-Birds p. 290. New York: Cliff Street Books. (ردمك 978-0-06-093063-9)
99. ↑  Heinrich, B. (1999). Mind of the Raven: Investigations and Adventures with Wolf-Birds p. 282. New York: Cliff Street Books. (ردمك 978-0-06-093063-9)
100. ↑  Kelly, J. P.؛ Etienne, K. L.؛ Roth, J. E. (2002). "Abundance and distribution of the common raven and American Crow in the San Francisco Bay area, California" (PDF). Western Birds. ج. 33: 202–217. مؤرشف من الأصل (PDF) في 2019-12-14. {{استشهاد بدورية محكمة}}: تجاهل المحلل الوسيط |last-author-amp= لأنه غير معروف، ويقترح استخدام |name-list-style= (مساعدة)
101. ↑  Larsen، Kenneth H.؛ Dietrich, John H. (يناير 1970). "Reduction of a raven population on lambing grounds with DRC-1339". Journal of Wildlife Management. ج. 34 ع. 1: 200–204. DOI:10.2307/3799509. JSTOR:3799509.
102. ↑  Sheep and Goats Death Loss. National Agricultural Statistics Service. 6 مايو 2005. مؤرشف من الأصل في 2020-10-06. اطلع عليه بتاريخ 2007-12-27.
103. ↑  U.S. Geological Survey. "Scientists Estimate Risk of Raven Predation on Desert Tortoises in the Western Mojave Desert". مؤرشف من الأصل في 2020-08-09. اطلع عليه بتاريخ 2007-05-11.
104. ↑  Boarman، WI (1993). The Raven Management Program of the Bureau of Land Management : Status as of 1992. Proceedings of 1992 Symposium. California. ص. 113–117. مؤرشف من الأصل في 2020-10-06. اطلع عليه بتاريخ 2007-05-21.
105. ↑  Pohja-Mykrä M؛ Vuorisalo T؛ Mykrä S (2005). "Hunting bounties as a key measure of historical wildlife management and game conservation: Finnish bounty schemes 1647–1975". Oryx. ج. 39 ع. 3: 284–291. DOI:10.1017/S0030605305000785.
106. ↑  Minerals Management Service, Alaska (2007). "Foraging Ecology of Common Ravens (Corvus corax) on Alaska's Coastal Plain (AK-93-48-51)" (PDF). مؤرشف من الأصل (PDF) في 2007-06-28. اطلع عليه بتاريخ 2007-05-24.
107. ↑  Schwan، Mark (يناير 1990). "Raven: The Northern Bird of Paradox". Alaska Fish and Game. مؤرشف من الأصل في 2010-01-02. اطلع عليه بتاريخ 2007-02-12.
108. ↑  Kristensen, Evald Tang. (1980) Danske Sagn: Som De Har Lyd I Folkemunde, Nyt Nordisk Forlag Arnold Busck, Copenhagen. (ردمك 87-17-02791-8). p. 132.
109. ↑  Dickens, Charles (1841) بارنابي ردج online نسخة محفوظة 2020-10-06 على موقع واي باك مشين.
110. ↑  Tolkien, J. R. R. (1985). The Hobbit. Ballantine Books. ISBN:978-0-345-33207-3.
111. ↑  King, Stephen (1976). برج الظلام: حامل السلاح. (ردمك 0-8488-0780-4)
112. ↑  Martin, George (1996). أغنية الجليد والنار.
113. ↑  Aiken، Joan (1974). Tales of Arabel's Raven. Cape. ص. 160. ISBN:978-0-224-01059-7.
114. ↑  Aiken، Joan (1980). Arabel and Mortimer. Cape. ص. 144. ISBN:978-0-224-01765-7.
115. ↑  Aiken, Joan (1983). Mortimer's Cross. Cape. ص. 141. ISBN:978-0-224-02108-1.
116. ↑  Aiken, Joan (1985). Mortimer Says Nothing and other stories. Cape. ص. 181. ISBN:978-0-224-02335-1.
117. ↑  "Yukon Territorial Bird". Government of Yukon. مؤرشف من الأصل في 2012-02-12. اطلع عليه بتاريخ 2007-05-16.
118. ↑  Isle of Man Government. "Island Facts – Isle of Man Government". مؤرشف من الأصل في 2007-05-10. اطلع عليه بتاريخ 2007-05-19.
119. ↑  Phillott, D.C. (1907). "Note on the common raven-Corvus corax". Journal of the Asiatic Society of Bengal. ج. 3: 115–116. مؤرشف من الأصل في 2016-04-09.
120. ↑  Hanks، Patrick؛ Hardcastle، Kate؛ Hodges، Flavia (2006). A Dictionary of First Names. Oxford Paperback Reference (ط. 2nd). Oxford: Oxford University Press. ص. 226. ISBN:978-0-19-861060-1.
121. ↑  Reaney، Percy Hilde؛ Wilson, Richard Middlewood (2006). A Dictionary of English Surnames (ط. 3rd). London: Routledge. ص. 2594. ISBN:978-0-203-99355-2.
122. ↑  Bogoras، W. (1902). "The Folklore of Northeastern Asia, as Compared with That of Northwestern America". American Anthropologist. ج. 4 ع. 4: 577–683. DOI:10.1525/aa.1902.4.4.02a00020.
123. ↑  Worth, D.D. (1961). Kamchadal Texts Collected by W. Jochelson, 's-Gravenhage, Mouton.
124. ↑  Bhutan Tourism Corporation. "The Himalaya Kingdom". مؤرشف من الأصل في 2007-04-29. اطلع عليه بتاريخ 2007-05-17.
125. ↑  Ford، Patrick K. (1977). "Branwen daughter of Llŷr". The Mabinogi and Other Medieval Welsh Tales. Berkeley: University of California Press. ISBN:978-0-520-03414-3. مؤرشف من الأصل في 2020-10-07.
126. ↑  Pálsson, Hermann؛ Edwards, Paul (1978). Orkneyinga Saga: The History of the Earls of Orkney. London: Hogarth Press. ISBN:978-0-7012-0431-0.
127. ↑  Campbell, Alistair؛ Keynes, Simon (1998). Encomium Emmae Reginae. Cambridge: Cambridge University Press. ISBN:978-0-521-62655-2.
128. ↑  Sturluson، Snorri (2005). King Harald's Saga: Harald Hardradi of Norway: From Snorri Sturluson's Heimskringla. Penguin. ISBN:978-0-14-044183-3.
129. ↑  Jones, M. "The Death of Cu Chulainn". Academy for Ancient Texts. مؤرشف من الأصل في 2020-10-07. اطلع عليه بتاريخ 2007-05-19.
130. ↑  Kennedy، Maev (15 نوفمبر 2004). "Tower's raven mythology may be a Victorian flight of fantasy". The Guardian. London. مؤرشف من الأصل في 2020-10-07. اطلع عليه بتاريخ 2008-12-05.
131. ↑  Genesis 8:6–8 (New King James Version). biblegateway.com نسخة محفوظة 2020-10-07 على موقع واي باك مشين.
132. ↑  Luke 12:24 (New Living Translation). Biblegateway.com. Retrieved on 2012-12-19. نسخة محفوظة 2020-10-07 على موقع واي باك مشين.

#### بِاللُغة العربيَّة
1. ↑  كريستوفر بيرنز (1997)، موسوعة الطُيُور المُصوَّرة: دليلٌ نهائي إلى طُيُور العالم، ترجمة: عدنان يازجي (ط. 1)، بيروت: مكتبة لبنان ناشرون، ص. 365، OCLC:70718236، QID:Q126724695
2. ↑  المعجم الموحد لمصطلحات علم الأحياء، سلسلة المعاجم الموحدة (8) (بالعربية والإنجليزية والفرنسية)، تونس: مكتب تنسيق التعريب، 1993، ص. 291، OCLC:929544775، QID:Q114972534
3. ↑  أمين المعلوف (1985)، معجم الحيوان (بالعربية والإنجليزية) (ط. 3)، بيروت: دار الرائد العربي، ص. 74، OCLC:1039733332، QID:Q113643886
4. 1 2  إدوار غالب (1988). الموسوعة في علوم الطبيعة: تبحث في الزراعة والنبات والحيوان والجيولوجيا (بالعربية واللاتينية والألمانية والفرنسية والإنجليزية) (ط. 2). بيروت: دار المشرق. ج. 2. ص. 1147. ISBN:978-2-7214-2148-7. OCLC:44585590. OL:12529883M. QID:Q113297966.
5. ↑  غالب، إدوار (1965). الموسوعة في عُلُوم الطبيعة (ط. الثانية المُجدَّدة). بيروت - لُبنان: دار المشرق. ج. المُجلَّد الثاني. ص. 1146 - 1147. مؤرشف من الأصل في 2020-10-11.
6. ↑  "مَجَلَّةُ الْقَافِلَةِ". مؤرشف من الأصل في 2017-11-29. اطلع عليه بتاريخ 2020-10-16.
7. ↑  "أَمِن آلِ مَيَّةَ رائِحٌ أَو مُغتَدِ". الديوان. مؤرشف من الأصل في 2020-10-19. اطلع عليه بتاريخ 2020-10-16.
8. ↑  "الغراب والبلبل (إيليا أبو ماضي)". بوابة الشعر. مؤرشف من الأصل في 2020-10-16. اطلع عليه بتاريخ 2020-10-16.

### معلومات المراجع كاملة
- Goodwin D. (1983). Crows of the World (بالإنجليزية). Queensland University Press, St Lucia, Qld. ISBN:978-0-7022-1015-0.
- Marzluff, John M.; Angell, Tony (2005). In the Company of Crows and Ravens (بالإنجليزية). New Haven: Yale Univ. Press. ISBN:978-0-300-10076-1.
- Savage, Candace (1995). Bird Brains: The Intelligence of Crows, Ravens, Magpies and Jays (بالإنجليزية). Toronto: Douglas & McIntyre. ISBN:978-1-55054-189-2.

### قراءات إضافية
- Heinrich, B. (1999). Mind of the Raven: Investigations and Adventures with Wolf-Birds. New York: Cliff Street Books. (ردمك 978-0-06-093063-9)

## روابط خارجية
- RSPB: الغُراب المألوف
- أنواع الغربان الشائعة - مختبر كورنيل لعلم الطيور
- "وسائط عن  الغُراب المألوف". إنترنت بيرد كوليكشن.
- تحديد سن وجنس الطيور (PDF؛ 3.1 ميغابيت) تأليف خافيير بلاسكو زوميتا وجيرد مايكل هاينز.
- صور الغُراب المألوف في ARKive
- الغُراب المألوف في موسوعة الحياة
- الغراب المألوف – Corvus corax – مركز المعلومات لتحديد أنواع الكائنات (يتضمن خرائط انتشار لهذا النوع).
- معرض الصور عن  الغُراب المألوف على فيريو (جامعة دركسل)

- أصوات الغُراب المألوف نسخة محفوظة 26 يناير 2021 على موقع واي باك مشين. في موقع naturesongs.com